# 1979
| [ Edytuj tabelę ]                                                | |
| Przewodniczący Rady Państwa                                      | - 1972 Henryk Jabłoński 1985 |
| Premier Polski                                                   | - 1970 Piotr Jaroszewicz 1980 |
| Prezydent Polski na uchodźstwie                                  | - 1972 Stanisław Ostrowski 1979 - 1979 Edward Bernard Raczyński 1986                                                                      |
| Premier rządu RP na uchodźstwie                                  | - 1976 Kazimierz Sabbat 1986 |
| I sekretarz KC PZPR                                              | - 1970 Edward Gierek 1980 |
| Prezydent Afganistanu                                            | - 1978 Nur Mohammad Taraki 1979 - 1979 Hafizullah Amin 1979 - 1979 Babrak Karmal 1986                                                     |
| Premier Afganistanu                                              | - 1978 Nur Mohammad Taraki 1979 - 1979 Hafizullah Amin 1979 - 1979 Babrak Karmal 1981                                                     |
| Przywódca Albanii                                                | - 1944 Enver Hoxha 1985 |
| Premier Albanii                                                  | - 1954 Mehmet Shehu 1981 |
| Prezydent Algierii                                               | - 1978 Rabah Bitat 1979 - 1979 Szadli Bendżedid 1992                                                                                      |
| Premier Algierii                                                 | - 1963 urząd zniesiony 1979 - 1979 Mohamed Ben Ahmed Abdelghani 1984                                                                      |
| Współksiążęta Andory                                             | - 1971 Joan Martí i Alanís 2003 - 1974 Valéry Giscard d’Estaing 1981                                                                      |
| Prezydent Angoli                                                 | - 1975 Agostinho Neto 1979 - 1979 José Eduardo dos Santos 2017                                                                            |
| Król Arabii Saudyjskiej                                          | - 1975 Chalid ibn Abd al-Aziz Al Su’ud 1982                                                                                               |
| Prezydent Argentyny                                              | - 1976 gen. Jorge Rafael Videla 1981 |
| Premier Australii                                                | - 1975 Malcolm Fraser 1983 |
| Prezydent Austrii                                                | - 1974 Rudolf Kirchschläger 1986 |
| Kanclerz Austrii                                                 | - 1970 Bruno Kreisky 1983 |
| Premier Bahamów                                                  | - 1973 Lynden Pindling 1992 |
| Emir Bahrajnu                                                    | - 1971 Isa ibn Salman Al Chalifa 1999 |
| Premier Bahrajnu                                                 | - 1970 Chalifa ibn Salman Al Chalifa 2020                                                                                                 |
| Prezydent Bangladeszu                                            | - 1977 Ziaur Rahman 1981 |
| Premier Bangladeszu                                              | - 1978 Mashiur Rahman 1979 - 1979 Shah Azizur Rahman 1982                                                                                 |
| Premier Barbadosu                                                | - 1976 Tom Adams 1985 |
| Prezydent Birmy                                                  | - 1974 Ne Win 1981 |
| Premier Birmy                                                    | - 1977 Maung Maung Kha 1988 |
| Król Belgów                                                      | - 1951 Baudouin 1993 |
| Premier Belgii                                                   | - 1978 Paul Vanden Boeynants 1979 - 1979 Wilfried Martens 1981                                                                            |
| Prezydent Beninu                                                 | - 1972 Mathieu Kérékou 1991 |
| Król Bhutanu                                                     | - 1972 Jigme Singye Wangchuck 2006 |
| Premier Bhutanu                                                  | - 1964 urząd zniesiony 1998 |
| Prezydent Boliwii                                                | - 1978 David Padilla 1979 - 1979 Wálter Guevara 1979 - 1979 Alberto Natusch Busch 1979 - 1979 Lidia Gueiler Tejada 1980                   |
| Prezydent Botswany                                               | - 1966 Seretse Khama 1980 |
| Prezydent Brazylii                                               | - 1974 Ernesto Geisel 1979 - 1979 João Baptista de Oliveira Figueiredo 1985                                                               |
| Sułtan Brunei                                                    | - 1967 Hassanal Bolkiah |
| Przywódca Bułgarii                                               | - 1954 Todor Żiwkow 1989 |
| Premier Bułgarii                                                 | - 1971 Stanko Todorow 1981 |
| Prezydent Burundi                                                | - 1976 Jean-Baptiste Bagaza 1987 |
| Premier Burundi                                                  | - 1978 urząd zniesiony 1988 |
| Prezydent Chile                                                  | - 1973 Augusto Pinochet 1990 |
| Przewodniczący ChRL                                              | - 1978 Ye Jianying 1983 |
| Premier Chin                                                     | - 1976 Hua Guofeng 1980 |
| Prezydent Cypru                                                  | - 1977 Spiros Kiprianu 1988 |
| Prezydent Czadu                                                  | - 1975 Félix Malloum 1979 - 1979 Goukouni Oueddei (p.o.) 1979 - 1979 Lol Mahamat Choua 1979 - 1979 Goukouni Oueddei 1982                  |
| Premier Czadu                                                    | - 1978 Hissène Habré 1979 - 1979 urząd zniesiony 1982                                                                                     |
| Prezydent Czechosłowacji                                         | - 1975 Gustáv Husák 1989 |
| Premier Czechosłowacji                                           | - 1970 Lubomír Štrougal 1988 |
| Król Danii                                                       | - 1972 Małgorzata II 2024 |
| Premier Danii                                                    | - 1975 Anker Jørgensen 1982 |
| Dalajlama                                                        | - 1940 Tenzin Gjaco |
| Prezydent Dominikany                                             | - 1978 Antonio Guzmán Fernández 1982 |
| Prezydent Dominiki                                               | - 1978 Louis Cools-Lartigue (tymcz.) 1979 - 1979 Fred Degazon 1980                                                                        |
| Premier Dominiki                                                 | - 1978 Patrick John 1979 - 1979 Oliver Seraphin (p.o.) 1980                                                                               |
| Prezydent Dżibuti                                                | - 1977 Hasan Guled Aptidon 1999 |
| Premier Dżibuti                                                  | - 1978 Barkat Gourad Hamadou 2001 |
| Prezydent Egiptu                                                 | - 1970 Anwar as-Sadat 1981 |
| Premier Egiptu                                                   | - 1978 Mustafa Chalil 1980 |
| Prezydent Ekwadoru                                               | - 1976 Alfredo Poveda 1979 - 1979 Jaime Roldós Aguilera 1981                                                                              |
| Przewodniczący Wojskowej Rady Administracyjnej Etiopii           | - 1977 Mengystu Hajle Marjam 1987 |
| Przew. Komisji Europejskiej                                      | - 1977 Roy Jenkins (Wielka Brytania) 1980                                                                                                 |
| Premier Fidżi                                                    | - 1970 Kamisese Mara 1987 |
| Prezydent Filipin                                                | - 1965 Ferdinand Marcos 1986 |
| Prezydent Finlandii                                              | - 1956 Urho Kekkonen 1981 |
| Premier Finlandii                                                | - 1977 Kalevi Sorsa 1979 - 1979 Mauno Koivisto 1982                                                                                       |
| Prezydent Francji                                                | - 1974 Valéry Giscard d’Estaing 1981 |
| Premier Francji                                                  | - 1976 Raymond Barre 1981 |
| Prezydent Gabonu                                                 | - 1967 Omar Bongo 2009 |
| Premier Gabonu                                                   | - 1975 Léon Mébiame 1990 |
| Prezydent Gambii                                                 | - 1970 Dawda Kairaba Jawara 1994 |
| Prezydent Ghany                                                  | - 1978 Frederick Akuffo 1979 - 1979 Jerry John Rawlings 1979 - 1979 Hilla Limann 1981                                                     |
| Prezydent Górnej Wolty                                           | - 1966 Sangoulé Lamizana 1980 |
| Prezydent Grecji                                                 | - 1975 Konstandinos Tsatsos 1980 |
| Premier Grecji                                                   | - 1974 Konstandinos Karamanlis 1980 |
| Premier Grenady                                                  | - 1974 Eric Gairy 1979 - 1979 Maurice Bishop 1983                                                                                         |
| Prezydent Gujany                                                 | - 1970 Arthur Chung 1980 |
| Premier Gujany                                                   | - 1964 Forbes Burnham 1980 |
| Prezydent Gwatemali                                              | - 1978 Fernando Romeo Lucas García 1982                                                                                                   |
| Prezydent Gwinei                                                 | - 1958 Ahmed Sekou Touré 1984 |
| Premier Gwinei                                                   | - 1972 Louis Lansana Beavogui 1984 |
| Prezydent Gwinei Bissau                                          | - 1973 Luís Cabral 1980 |
| Premier Gwinei Bissau                                            | - 1978 João Bernardo Vieira 1980 |
| Prezydent Gwinei Równikowej                                      | - 1968 Francisco Macías Nguema 1979 - 1979 Teodoro Obiang Nguema Mbasogo                                                                  |
| Prezydent Haiti                                                  | - 1971 Jean-Claude Duvalier 1986 |
| Król Hiszpanii                                                   | - 1975 Jan Karol I 2014 |
| Premier Hiszpanii                                                | - 1976 Adolfo Suárez 1981 |
| Król Holandii                                                    | - 1948 Juliana 1980 |
| Premier Holandii                                                 | - 1977 Dries van Agt 1982 |
| Prezydent Hondurasu                                              | - 1978 Policarpo Paz García (p.o.) 1982                                                                                                   |
| Szach Iranu                                                      | - 1941 Mohammad Reza Pahlawi 1979 |
| Najwyższy przywódca Iranu                                        | - 1979 Ruhollah Chomejni 1989 |
| Premier Iranu                                                    | - 1978 Gholam Reza Azhari 1979 - 1979 Szapur Bachtijar 1979 - 1979 Mehdi Bazargan 1979                                                    |
| Prezydent Iraku                                                  | - 1968 Ahmad Hasan al-Bakr 1979 - 1979 Saddam Husajn 2003                                                                                 |
| Premier Iraku                                                    | - 1968 Ahmad Hasan al-Bakr 1979 - 1979 Saddam Husajn 1991                                                                                 |
| Prezydent Indii                                                  | - 1977 Neelam Sanjiva Reddy 1982 |
| Premier Indii                                                    | - 1977 Morarji Desai 1979 - 1979 Choudhary Charan Singh 1980                                                                              |
| Prezydent Indonezji                                              | - 1967 Suharto 1998 |
| Prezydent Irlandii                                               | - 1976 Patrick Hillery 1990 |
| Premier Irlandii                                                 | - 1977 Jack Lynch 1979 - 1979 Charles Haughey 1981                                                                                        |
| Prezydent Islandii                                               | - 1968 Kristján Eldjárn 1980 |
| Premier Islandii                                                 | - 1978 Ólafur Jóhannesson 1979 - 1979 Benedikt Gröndal 1980                                                                               |
| Prezydent Izraela                                                | - 1978 Icchak Nawon 1983 |
| Premier Izraela                                                  | - 1977 Menachem Begin 1983 |
| Premier Jamajki                                                  | - 1972 Michael Manley 1980 |
| Cesarz Japonii                                                   | - 1926 Hirohito 1989 |
| Premier Japonii                                                  | - 1978 Masayoshi Ōhira 1980 |
| Prezydent Jemenu Południowego                                    | - 1978 Abd al-Fattah Ismail 1980 |
| Prezydent Jemenu Północnego                                      | - 1978 Ali Abd Allah Salih 1990 |
| Król Jordanii                                                    | - 1952 Husajn 1999 |
| Premier Jordanii                                                 | - 1976 Mudar Badran 1979 - 1979 Abd al-Hamid Szaraf 1980                                                                                  |
| Prezydent Jugosławii                                             | - 1953 Josip Broz Tito 1980 |
| Premier Jugosławii                                               | - 1977 Veselin Duranović 1982 |
| Prezydent Kamerunu                                               | - 1960 Ahmadou Ahidjo 1982 |
| Premier Kamerunu                                                 | - 1975 Paul Biya 1982 |
| Przywódca Demokratycznej Kampuczy                                | - 1976 Khieu Samphan 1979 |
| Premier Demokratycznej Kampuczy                                  | - 1976 Pol Pot 1979 |
| Przywódca Ludowej Republiki Kampuczy                             | - 1972 Heng Samrin 1992 |
| Premier Republiki Kampuczy                                       | - 1979 urząd zniesiony 1981 |
| Premier Kanady                                                   | - 1968 Pierre Trudeau 1979 - 1979 Joe Clark 1980                                                                                          |
| Emir Kataru                                                      | - 1972 Chalifa ibn Ahmad 1995 |
| Premier Kataru                                                   | - 1971 Chalifa ibn Ahmad 1995 |
| Prezydent Kenii                                                  | - 1978 Daniel Moi 2002 |
| Prezydent Kiribati                                               | - 1979 Ieremia Tabai 1982 |
| Prezydent Kolumbii                                               | - 1978 Julio César Turbay Ayala 1982 |
| Prezydent Konga                                                  | - 1977 Joachim Yhombi-Opango 1979 - 1979 Jean-Pierre Thystère Tchicaya (p.o.) 1979 - 1979 Denis Sassou-Nguesso 1992                       |
| Premier Konga                                                    | - 1975 Louis Sylvain Goma 1984 |
| Patriarcha Konstantynopola                                       | - 1972 Dymitr I 1991 |
| Prezydent Korei Południowej                                      | - 1963 Park Chung-hee 1979 - 1979 Choi Kyu-ha 1980                                                                                        |
| Premier Korei Południowej                                        | - 1976 Choi Kyu-hah 1979 - 1979 Shin Hyun-hwak 1980                                                                                       |
| Prezydent KRLD                                                   | - 1972 Kim Il Sŏng 1994 |
| Premier KRLD                                                     | - 1977 Ri Jong Ok 1984 |
| Prezydent Kostaryki                                              | - 1978 Rodrigo Carazo Odio 1982 |
| Przewodniczący Rady Państwa Kuby                                 | - 1976 Fidel Castro 2008 |
| Emir Kuwejtu                                                     | - 1977 Dżabir III 2006 |
| Premier Kuwejtu                                                  | - 1978 Sad al-Abd Allah as-Salim as-Sabah 2003                                                                                            |
| Prezydent Laosu                                                  | - 1975 Tiao Souphanouvong 1991 |
| Król Lesotho                                                     | - 1966 Moshoeshoe II 1990 |
| Premier Lesotho                                                  | - 1965 Leabua Jonathan 1986 |
| Prezydent Libanu                                                 | - 1976 Iljas Sarkis 1982 |
| Premier Libanu                                                   | - 1976 Salim al-Huss 1980 |
| Prezydent Liberii                                                | - 1971 William Tolbert Jr. 1980 |
| Przywódca Libii                                                  | - 1969 Mu’ammar al-Kaddafi 2011 |
| Premier Libii                                                    | - 1977 Abd al-Ati al-Ubajdi 1979 - 1979 Dżad Allah Azzuz at-Talhi 1984                                                                    |
| Sekretarz generalny PKL Libii                                    | - 1977 Mu’ammar al-Kaddafi 1979 - 1979 Abd al-Ati al-Ubajdi 1981                                                                          |
| Książę Liechtensteinu                                            | - 1938 Franciszek Józef II 1989 |
| Premier Liechtensteinu                                           | - 1978 Hans Brunhart 1993 |
| Premier Litwyna emigracji                                        | - 1940 Stasys Lozoraitis 1983 |
| Wielki książę Luksemburga                                        | - 1964 Jan 2000 |
| Premier Luksemburga                                              | - 1974 Gaston Thorn 1979 - 1979 Pierre Werner 1984                                                                                        |
| Prezydent Madagaskaru                                            | - 1975 Didier Ratsiraka 1993 |
| Premier Madagaskaru                                              | - 1977 Désiré Rakotoarijaona 1988 |
| Prezydent Malawi                                                 | - 1966 Hastings Kamuzu Banda 1994 |
| Prezydent Malediwów                                              | - 1978 Maumun ̓Abdul Gajum 2008 |
| Król Malezji                                                     | - 1975 Yahya Petra 1979 - 1979 Ahmad Shah 1984                                                                                            |
| Premier Malezji                                                  | - 1976 Hussein Onn 1981 |
| Prezydent Mali                                                   | - 1968 Moussa Traoré 1991 |
| Premier Mali                                                     | - 1969 urząd zniesiony 1986 |
| Prezydent Malty                                                  | - 1976 Anton Buttigieg 1981 |
| Premier Malty                                                    | - 1971 Dom Mintoff 1984 |
| Król Maroka                                                      | - 1961 Hassan II 1999 |
| Premier Maroka                                                   | - 1972 Ahmed Osman 1979 - 1979 Maati Bouabid 1983                                                                                         |
| Prezydent Mauretanii                                             | - 1978 Al-Mustafa wuld Muhammad as-Salik 1979 - 1979 Muhammad Mahmud wuld Luli 1980                                                       |
| Premier Mauretanii                                               | - 1961 urząd zniesiony 1979 - 1979 Ahmad wuld Busajf 1979 - 1979 Ahmad Salim uld Sidi (p.o.) 1979 - 1979 Muhammad Chuna uld Hajdalla 1980 |
| Premier Mauritiusa                                               | - 1968 Seewoosagur Ramgoolam 1982 |
| Prezydent Meksyku                                                | - 1976 José López Portillo 1982 |
| Książę Monako                                                    | - 1949 Rainier III 2005 |
| Minister stanu Monako                                            | - 1972 André Saint-Mleux 1981 |
| Przewodniczący Prezydium Wielkiego Churału Ludowego Mongolii     | - 1974 Jumdżaagijn Cedenbal 1984 |
| Premier Mongolii                                                 | - 1974 Dżambyn Batmönch 1984 |
| Prezydent Mozambiku                                              | - 1975 Samora Machel 1986 |
| Sekretarz generalny NATO                                         | - 1971 Joseph Luns (Holandia) 1984 |
| Prezydent Nauru                                                  | - 1978 Hammer DeRoburt 1986 |
| Król Nepalu                                                      | - 1972 Birendra 2001 |
| Premier Nepalu                                                   | - 1977 Kirti Nidhi Bista 1979 - 1979 Surya Bahadur Thapa 1983                                                                             |
| Prezydent Niemiec                                                | - 1974 Walter Scheel 1979 - 1979 Karl Carstens 1984                                                                                       |
| Kanclerz Niemiec                                                 | - 1974 Helmut Schmidt 1982 |
| Prezydent Nigru                                                  | - 1974 Seyni Kountché 1987 |
| Prezydent Nigerii                                                | - 1976 Olusẹgun Ọbasanjọ 1979 - 1979 Shehu Shagari 1983                                                                                   |
| Prezydent Nikaragui                                              | - 1974 Anastasio Somoza Debayle 1979 - 1979 Francisco Urcuyo 1979 - 1979 junta 1985                                                       |
| Król Norwegii                                                    | - 1957 Olaf V 1991 |
| Premier Norwegii                                                 | - 1976 Odvar Nordli 1981 |
| Premier Nowej Zelandii                                           | - 1975 Robert Muldoon 1984 |
| Przewodniczący Rady Państwa NRD                                  | - 1976 Erich Honecker 1989 |
| Premier NRD                                                      | - 1976 Willi Stoph 1989 |
| Sułtan Omanu                                                     | - 1970 Kabus ibn Sa’id 2020 |
| Sekretarz generalny ONZ                                          | - 1972 Kurt Waldheim (Austria) 1981 |
| Prezydent Pakistanu                                              | - 1978 Muhammad Zia ul-Haq 1988 |
| Premier Pakistanu                                                | - 1977 urząd zniesiony 1985 |
| Prezydent Panamy                                                 | - 1978 Aristides Royo 1982 |
| Wojskowy przywódca Panamy                                        | - 1968 Omar Torrijos 1981 |
| Papież                                                           | - 1978 Jan Paweł II 2005 |
| Premier Papui-Nowej Gwinei                                       | - 1975 Michael Somare 1980 |
| Prezydent Paragwaju                                              | - 1954 gen. Alfredo Stroessner 1989 |
| Prezydent Peru                                                   | - 1975 Francisco Morales Bermudez Cerruti 1980                                                                                            |
| Premier Peru                                                     | - 1978 Óscar Molina 1979 - 1979 Pedro Richter Prada 1985                                                                                  |
| Prezydent Południowej Afryki                                     | - 1978 Balthazar Vorster 1979 - 1979 Marais Viljoen 1984                                                                                  |
| Premier Południowej Afryki                                       | - 1978 Pieter Botha 1984 |
| Prezydent Portugalii                                             | - 1976 António Ramalho Eanes 1986 |
| Premier Portugalii                                               | - 1978 Carlos Mota Pinto 1979 - 1979 Maria de Lourdes Pintasilgo 1980                                                                     |
| Sekretarz generalny Rady Europy                                  | - 1974 Georg Kahn-Ackermann (RFN) 1979 - 1979 Francenz Karasek (Austria) 1984                                                             |
| Prezydent Republiki Środkowoafrykańskiej                         | - 1979 David Dacko 1981 |
| Cesarz Cesarstwa Środkowoafrykańskiego                           | - 1976 Bokassa I 1979 |
| Premier Republiki Środkowoafrykańskiej                           | - 1978 Henri Maidou 1979 - 1979 Bernard Ayandho 1980                                                                                      |
| Premier Cesarstwa Środkowoafrykańskiego                          | - 1978 Henri Maïdou 1979 |
| Prezydent Republiki Zielonego Przylądka                          | - 1975 Aristides Pereira 1991 |
| Premier Republiki Zielonego Przylądka                            | - 1975 Pedro Pires 1991 |
| Prezydent Rodezji                                                | - 1978 Jack William Pithey (p.o.) 1979 - 1979 Henry Everard (p.o.) 1979                                                                   |
| Premier Rodezji                                                  | - 1965 Ian Smith 1979 |
| Prezydent Rumunii                                                | - 1967 Nicolae Ceaușescu 1989 |
| Premier Rumunii                                                  | - 1974 Manea Mănescu 1979 - 1979 Ilie Verdeț 1982                                                                                         |
| Prezydent Rwandy                                                 | - 1973 Juvénal Habyarimana 1994 |
| Premier Saint Lucia                                              | - 1979 John Compton 1979 - 1979 Allan Louisy 1981                                                                                         |
| Premier Saint Vincent i Grenadyn                                 | - 1979 Milton Cato 1984 |
| Prezydent Salwadoru                                              | - 1977 Carlos Humberto Romero 1979 - 1979 junta 1982                                                                                      |
| O le Ao o le Malo Samoa                                          | - 1962 Malietoa Tanumafili II 2007 |
| Premier Samoa                                                    | - 1976 Tupua Tamasese Tupuola Tufuga Efi 1982                                                                                             |
| Kapitanowie regenci San Marino                                   | - 1978 Ermenegildo Gasperoni Adriano Reffi 1979 - 1979 Marino Bollini Lino Celli 1979 - 1979 Giuseppe Amici Germano De Biagi 1980         |
| Sekretarz Stanu do spraw Politycznych i Zagranicznych San Marino | - 1978 Giordano Bruno Reffi 1986 |
| Prezydent Senegalu                                               | - 1960 Léopold Sédar Senghor 1980 |
| Premier Senegalu                                                 | - 1970 Abdou Diouf 1980 |
| Prezydent Seszeli                                                | - 1977 France-Albert René 2004 |
| Prezydent Sierra Leone                                           | - 1971 Siaka Stevens 1985 |
| Prezydent Singapuru                                              | - 1971 Benjamin Sheares 1981 |
| Premier Singapuru                                                | - 1965 Lee Kuan Yew 1990 |
| Prezydent Somalii                                                | - 1969 Mohammed Siad Barre 1991 |
| Premier Somalii                                                  | - 1970 urząd zniesiony 1987 |
| Prezydent Sri Lanki                                              | - 1978 Junius Jayewardene 1989 |
| Premier Sri Lanki                                                | - 1978 Ranasinghe Premadasa 1989 |
| Król Suazi                                                       | - 1968 Sobhuza II 1982 |
| Premier Suazi                                                    | - 1976 Maphevu Dlamini 1979 - 1979 Ben Nsibandze (p.o.) 1979 - 1979 Mabandla Dlamini 1983                                                 |
| Prezydent Sudanu                                                 | - 1969 Dżafar Muhammad an-Numajri 1985 |
| Premier Sudanu                                                   | - 1977 Dżafar Muhammad an-Numajri 1985 |
| Prezydent Surinamu                                               | - 1975 Johan Ferrier 1980 |
| Prezydent Syrii                                                  | - 1971 Hafiz al-Asad 2000 |
| Premier Syrii                                                    | - 1978 Muhammad Ali al-Halabi 1980 |
| Prezydent Szwajcarii                                             | - 1979 Hans Hürlimann 1979 |
| Król Szwecji                                                     | - 1973 Karol XVI Gustaw |
| Premier Szwecji                                                  | - 1978 Ola Ullsten 1979 - 1979 Thorbjörn Fälldin 1982                                                                                     |
| Król Tajlandii                                                   | - 1946 Bhumibol Adulyadej 2016 |
| Premier Tajlandii                                                | - 1977 Kriangsak Chomanan 1980 |
| Prezydent Tajwanu                                                | - 1978 Chiang Ching-kuo 1988 |
| Prezydent Tanzanii                                               | - 1964 Julius Nyerere 1985 |
| Premier Tanzanii                                                 | - 1977 Edward Sokoine 1980 |
| Prezydent Togo                                                   | - 1967 Gnassingbé Eyadéma 2005 |
| Premier Togo                                                     | - 1961 urząd zniesiony 1991 |
| Król Tonga                                                       | - 1965 Taufaʻahau Tupou IV 2006 |
| Premier Tonga                                                    | - 1965 Sione Ngū Manumataongo Uelingatoni 1991                                                                                            |
| Prezydent Trynidadu i Tobago                                     | - 1976 Ellis Clarke 1987 |
| Premier Trynidadu i Tobago                                       | - 1962 Eric Williams 1981 |
| Prezydent Tunezji                                                | - 1957 Habib Burgiba 1987 |
| Premier Tunezji                                                  | - 1970 Al-Hadi Nuwajra 1980 |
| Prezydent Turcji                                                 | - 1973 Fahri Korutürk 1980 |
| Premier Turcji                                                   | - 1978 Bülent Ecevit 1979 - 1979 Süleyman Demirel 1980                                                                                    |
| Prezydent Ugandy                                                 | - 1971 Idi Amin 1979 - 1979 Yusufu Lule 1979 - 1979 Godfrey Binaisa 1980                                                                  |
| Premier Ugandy                                                   | - 1966 urząd zniesiony 1980 |
| Prezydent Urugwaju                                               | - 1976 Aparicio Méndez 1981 |
| Prezydent USA                                                    | - 1977 Jimmy Carter 1981 |
| Prezydent Wenezueli                                              | - 1974 Carlos Andrés Pérez 1979 - 1979 Luis Herrera Campins 1984                                                                          |
| Prezydent Węgier                                                 | - 1967 Pál Losonczi 1987 |
| Premier Węgier                                                   | - 1975 György Lázár 1987 |
| Monarcha Wielkiej Brytanii                                       | - 1952 Elżbieta II 2022 |
| Premier Wielkiej Brytanii                                        | - 1976 James Callaghan 1979 - 1979 Margaret Thatcher 1990                                                                                 |
| Prezydent Wietnamu                                               | - 1976 Tôn Đức Thắng 1980 |
| Premier Wietnamu                                                 | - 1976 Phạm Văn Đồng 1987 |
| Prezydent Włoch                                                  | - 1978 Sandro Pertini 1985 |
| Premier Włoch                                                    | - 1976 Giulio Andreotti 1979 - 1979 Francesco Cossiga 1980                                                                                |
| Prezydent WKS                                                    | - 1960 Félix Houphouët-Boigny 1993 |
| Premier WKS                                                      | - 1960 urząd zniesiony 1990 |
| Prezydent Wysp Świętego Tomasza i Książęcej                      | - 1975 Manuel Pinto da Costa 1991 |
| Prezydent Zambii                                                 | - 1964 Kenneth Kaunda 1991 |
| Prezydent Zairu                                                  | - 1971 Mobutu Sese Seko 1997 |
| Prezydent ZEA                                                    | - 1971 Zajid ibn Sultan Al Nahajjan 2004                                                                                                  |
| Premier ZEA                                                      | - 1971 Maktum ibn Raszid al-Maktum 1979 - 1979 Raszid ibn Said al-Maktum 1990                                                             |
| Przywódca ZSRR                                                   | - 1964 Leonid Breżniew 1982 |
| Premier ZSRR                                                     | - 1964 Aleksiej Kosygin 1980 |

Rok 1979 / MCMLXXIX
stulecia: XIX wiek ~
XX wiek ~
XXI wiek

dziesięciolecia:
1940–1949 •
1950–1959 •
1960–1969 •
1970–1979
• 1980–1989
• 1990–1999
• 2000–2009

lata: 1969 «
1974 «
1975 «
1976 «
1977 «
1978 «
1979
» 1980
» 1981
» 1982
» 1983
» 1984
» 1989

## Wydarzenia w Polsce
- Styczeń – zima stulecia.
- 4 stycznia – zamknięto dla ruchu samochodowego Rynek Główny w Krakowie.
- 14 stycznia – Ryszard Reiff został przewodniczącym stowarzyszenia PAX.
- 15 stycznia – premiera filmu Bilet powrotny.
- 24 stycznia – spotkanie Edwarda Gierka z prymasem Stefanem Wyszyńskim w Warszawie.
- 28 stycznia – abp Franciszek Macharski odbył ingres do katedry wawelskiej zostając 75. biskupem w historii Kościoła krakowskiego zastępując wybranego na 264. papieża kard. Karola Wojtyłę w październiku 1978 roku.
- 31 stycznia – komunikat GUS-u za 1978 rok – średnia płaca wynosiła 4680 zł.
- 15 lutego – wybuch gazu w rotundzie PKO w Warszawie spowodował śmierć 49 osób, 110 osób zostało rannych.
- 2 marca – proces Kazimierza Świtonia, twórcy wolnych związków zawodowych w Katowicach. Wyrok skazujący na 1 rok pozbawienia wolności wywołał powszechny protest i spowodował uwolnienie już po 4 dniach.
- 3 marca:
  - w Warszawie oficjalnie zapowiedziano wizytę papieża Jana Pawła II w ojczyźnie.
  - premiera serialu Życie na gorąco.
- 4 marca:
  - Józef Glemp został mianowany biskupem diecezji warmińskiej.
  - premiera serialu Rodzina Połanieckich.
- 7 marca – w Forcie Rembertowskim w Warszawie wykonano ostatni w Polsce wyrok śmierci przez rozstrzelanie na żołnierzu skazanym za morderstwo na tle seksualnym.
- 12 marca – I sekretarz KC PZPR Edward Gierek udał się z wizytą do ZSRR.
- 20 marca – strajk na wydziale W-4 Stoczni Gdańskiej na tle płacowym, zakończony po osiągnięciu kompromisu.
- 21 marca:
  - utworzono dzisiejszy Instytut Kardiologii im. Prymasa Tysiąclecia Kardynała Stefana Wyszyńskiego w Warszawie.
  - bojówka SZSP napadła na mieszkanie Jacka Kuronia, gdzie odbywał się wykład Towarzystwa Kursów Naukowych.
- 28 marca – premiera filmu Szpital Przemienienia.
- 8 kwietnia – Edward Bernard Raczyński objął funkcję prezydenta Rzeczypospolitej Polskiej na uchodźstwie.
- 13 kwietnia – zjazd SPATiF wybrał Gustawa Holoubka ponownie na prezesa.
- 16 kwietnia – premiera filmu Zmory.
- 18/19 kwietnia – w nocy dokonano próby wysadzenia pomnika Włodzimierza Lenina w Nowej Hucie.
- 21 kwietnia – Józef Glemp otrzymał sakrę biskupią.
- 30 kwietnia – klęska wiosennych powodzi nawiedziła północno-wschodnie i centralne rejony kraju. Najwięcej ucierpiały Pułtusk i Ostrołęka.
- 2 maja – Polska pokonała Holandię 2:0 w rozegranym na Stadionie Śląskim meczu eliminacyjnym do piłkarskich mistrzostw Europy.
- 13 maja:
  - episkopat ogłosił program wizyty Jana Pawła II w ojczyźnie.
  - premiera 1. odcinka serialu telewizyjnego Doktor Murek w reżyserii Witolda Lesiewicza.
- 19 maja – konwersatorium „Doświadczenie i Przyszłość” przesłało najwyższym władzom raport o stanie państwa i o drogach jego naprawy.
- 25 maja – premiera filmu science fiction Test pilota Pirxa w reżyserii Marka Piestraka.
- 26 maja – w Krakowie Krzysztof Kieślowski zdobył główne nagrody na Festiwalu Filmów Krótkometrażowych za filmy „Z punktu widzenia nocnego portiera” oraz „Siedem kobiet w różnym wieku”.
- 30 maja – oświadczenie KSS KOR „w sprawie dramatycznej sytuacji gospodarczej, społecznej i moralnej w PRL.
- 2–10 czerwca – pierwsza wizyta papieża Jana Pawła II w Polsce.
- 3 czerwca – dokonano oblotu śmigłowca PZL Kania.
- 12 czerwca – Henryk Jaskuła wypłynął z portu w Gdyni, rozpoczynając samotny rejs dookoła świata bez wejścia do portu.
- 18 czerwca – w Warszawie, Anna Bukis ustanowiła rekord Polski w biegu na 1500 m wynikiem 4.09,0 s.
- 22 czerwca – powodzie w południowej części kraju. W Wałbrzychu niewielka rzeka Pełcznica w czasie powodzi zalała 585 budynków mieszkalnych, 1850 piwnic, 30 zakładów pracy, 3 przychodnie lekarskie i 5 żłobków.
- 19 lipca – w przeddzień 35-lecia PRL-u w Lublinie Edward Gierek odsłonił pomnik Bolesława Bieruta.
- 22 lipca – wśród laureatów nagród ministra kultury i sztuki znaleźli się m.in.: Igor Newerly, Teodor Parnicki, Zygmunt Hübner, Zbigniew Raszewski, Igor Przegrodzki, Tadeusz Baird, Teresa Żylis-Gara.
- 29 lipca:
  - podwyżka cen paliwa: benzyna i olej napędowy droższe o 2 zł za litr.
  - na Wybrzeżu powstał Ruch Młodej Polski.
  - Jolanta Januchta ustanowiła rekord Polski w biegu na 800 m wynikiem 1.58,00 s.
- 10 sierpnia – premiera filmu Aktorzy prowincjonalni.
- 12 sierpnia – w Poznaniu, Celina Sokołowska ustanowiła rekord Polski w biegu na 3000 m wynikiem 8.58,23 s.
- 18 sierpnia – w Polsce złożył wizytę kanclerz RFN Helmut Schmidt.
- 19 sierpnia – w stoczni gdańskiej Edward Gierek spotkał się z 300-osobową grupą pracowników przemysłu okrętowego.
- 25 sierpnia – założenie Radomszczańskiego Klubu Sportowego RKS Radomsko.
- 1 września:
  - utworzono Konfederację Polski Niepodległej.
  - premiera filmu Sekret Enigmy.
- 4 września – odbyła się premiera filmu Panny z Wilka.
- 7 września:
  - premiera filmu Lekcja martwego języka.
  - w Strażowie koło Rzeszowa pociąg pospieszny wjechał na towarowy. Zginęło 9 osób, a 7 zostało rannych.
- 13 września – Leszek Dunecki ustanowił rekord Polski w biegu na 200 m wynikiem 20,24 s.
- 20 września:
  - w Katowicach odbył się XII Zjazd Historyków Polskich.
  - powstał klub piłkarski Górnik Łęczna.
- 8 października:
  - w Muzeum Narodowym w Krakowie otwarto wystawę Polaków Portret Własny.
  - pierwszy koncert w Jarocinie.
- 10 października – wybuch pyłu węglowego w KWK Dymitrow w Bytomiu; zginęło 34 górników.
- 13 października – zostało otwarte obserwatorium astronomiczne w Olsztynie.
- 15 października:
  - Centrum Zdrowia Dziecka przyjęło pierwszego pacjenta.
  - odbyła się premiera filmu Aria dla atlety.
- 25 października – w Warszawie otwarto Instytut Francuski.
- 29 października:
  - gdyński Bałtycki Terminal Kontenerowy obsłużył pierwszy statek.
  - zainaugurował działalność Teatr Scena Prezentacje w Warszawie.
- 30 października:
  - USA udzieliło Polsce kredyt konsumpcyjny w wysokości 500 mln USD.
  - w polskich kopalniach doszło do katastrof (Kopalnia „Dymitrow” – 33 zabitych górników, Kopalnia „Silesia” – 22 zabitych górników).
- 10 listopada – Sąd Wojewódzki w Tarnobrzegu z siedzibą w Sandomierzu skazał na karę śmierci Jana Sojdę, Józefa Adasia, Jerzego Sochę i Stanisława Kulpińskiego, oskarżonych o zamordowanie 25 grudnia 1976 roku, wracających do domu po pasterce w Połańcu, ciężarnej 18-letniej Krystyny Łukaszek, jej męża Stanisława i 12-letniego brata Mieczysława Kality.
- 15 listopada – w celu wzmocnienia rynku krajowego można było wywozić bez cła upominki o łącznej wartości do 1 tys. zł, a nie jak dotychczas do 2 tys. zł.
- 16 listopada – odbyła się premiera filmu Amator w reżyserii Krzysztofa Kieślowskiego.
- 26 listopada – premiera filmu Elegia.
- 28 listopada – spotkanie Edwarda Gierka z Jarosławem Iwaszkiewiczem
- 30 listopada:
  - najstarszy teatr amatorski w kraju „Fredreum” w Przemyślu obchodził 110 lat działalności.
  - została otwarta Linia Hutnicza Szerokotorowa.
- 8 grudnia – otwarcie nowego gmachu Teatru Muzycznego w Gdyni, którego budowę zainicjowała Danuta Baduszkowa, zmarła rok wcześniej.
- 12 grudnia – Miejska Rada Narodowa zatwierdziła projekt Leona Staniszewskiego jako herb Gdyni.
- 23 grudnia – prymas Polski Stefan Wyszyński w telegramie do biskupów nazwał zamiar odgrodzenia trasą szybkiego ruchu Jasnej Góry od miasta „barbarzyństwem, dla którego brak słów oburzenia”.
- 26 grudnia – TVP1 pokazała premierowo serial animowany Pszczółka Maja.

## Wydarzenia na świecie
- 1 stycznia:
  - Francja objęła prezydencję w Radzie Unii Europejskiej
  - USA i ChRL nawiązały stosunki dyplomatyczne.
- 4 stycznia:
  - na Gwadelupie odbyła się konferencja przywódców Francji, USA, RFN i Wielkiej Brytanii, poświęcona kryzysowi w Iranie.
  - sonda Voyager 1 rozpoczęła obserwację Jowisza.
- 7 stycznia – wojska wietnamskie wkroczyły do stolicy Kambodży Phnom Penh, obalając rządy Czerwonych Khmerów.
- 8 stycznia:
  - 50 osób zginęło w wyniku eksplozji francuskiego tankowca „Bételgeuse” w zatoce Bantry na południowo-zachodnim wybrzeżu Irlandii.
  - ChRL i Dżibuti nawiązały stosunki dyplomatyczne.
- 9 stycznia – Bill Clinton został gubernatorem stanu Arkansas.
- 10 stycznia – powstała Ludowa Republika Kampuczy (dawniej Kambodża).
- 13 stycznia – podczas śnieżycy w Rockford w stanie Illinois spadło 191 cm śniegu.
- 14 stycznia – trzech palestyńskich terrorystów zaatakowało hotel w izraelskim Ma’alot, biorąc zakładników i doprowadzając do śmierci Izraelki, która wypadła przez okno w czasie próby ucieczki. Izraelscy komandosi przeprowadzili atak na hotel zabijając wszystkich napastników, rannych zostało 5 zakładników.
- 16 stycznia – irańska rewolucja islamska: szach Iranu Mohammad Reza Pahlawi wyemigrował z kraju.
- 17 stycznia – premiera filmu Nosferatu wampir w reżyserii Wernera Herzoga.
- 23 stycznia – 27 osób zginęło w pożarze domu starców w fińskim mieście Virrat.
- 24 stycznia:
  - papież Jan Paweł II przyjął na audiencji ministra spraw zagranicznych ZSRR Andrieja Gromykę.
  - Coca-Cola weszła na rynek chiński.
- 25 stycznia – rozpoczęła się 1. podróż apostolska Jana Pawła II do Dominikany, Meksyku i na Bahamy.
- 27 stycznia – w Auckland, Rumunka Natalia Mărășescu ustanowiła rekord świata w biegu na 1 milę wynikiem 4.22,1 s.
- 29 stycznia:
  - palestyńscy terroryści zdetonowali bombę zegarową ukrytą w koszu na śmieci w supermarkecie w izraelskim mieście Netanja; zginęły 2 osoby, 34 zostały ranne.
  - w San Diego (Kalifornia) 16-letnia Brenda Spencer otworzyła ogień z okna swego domu w kierunku dzieci przebywających na placu szkolnym po przeciwnej stronie ulicy, zabijając 2 mężczyzn i raniąc 8 dzieci oraz policjanta. Zdarzenie to zainspirowało Boba Geldofa do napisania piosenki I Don’t Like Mondays.
- 30 stycznia – 85 procent białych mieszkańców Rodezji (obecnie Zimbabwe) poparło w referendum konstytucję zmierzającą do ustanowienia w kraju rządów czarnej większości.
- 1 lutego:
  - irańska rewolucja islamska: ajatollah Ruhollah Chomejni wrócił do Iranu.
  - zakończyła się 1. podróż apostolska Jana Pawła II, na Dominikanę, do Meksyku i na Bahamy.
- 5 lutego:
  - irańska rewolucja islamska: ajatollah Chomejni proklamował powstanie pierwszego rządu islamskiego w Iranie.
  - na Antarktydzie otwarto argentyńską stację polarną Belgrano II.
- 7 lutego – Pluton, wówczas uważany za dziewiątą planetę, znalazł się bliżej Słońca niż Neptun (do 11 lutego 1999 roku).
- 8 lutego:
  - Portugalia i Chiny nawiązały stosunki dyplomatyczne.
  - Denis Sassou-Nguesso został po raz pierwszy prezydentem Konga.
  - 18 osób zginęło koło brazylijskiego miasta Agudos w katastrofie należącego do linii TAM samolotu Embraer 110.
- 11 lutego – irańska rewolucja islamska: ajatollah Chomeini przejął władzę w Iranie.
- 12 lutego – 59 osób zginęło w wyniku zestrzelenia przez rebeliantów samolotu pasażerskiego Vickers Viscount w Rodezji (obecnie Zimbabwe).
- 14 lutego – w Kabulu ekstremiści muzułmańscy porwali amerykańskiego ambasadora w Afganistanie Adolpha Dubsa. Dyplomata został śmiertelnie zraniony w czasie strzelaniny pomiędzy porywaczami a siłami policji.
- 17 lutego – wybuchła wojna chińsko-wietnamska, Chiny zaatakowały Wietnam.
- 18 lutego – jedyny raz w historii na Saharze zanotowano opady śniegu – śnieg padał przez 30 min.
- 22 lutego – kolonia angielska Saint Lucia uzyskała niepodległość.
- 24 lutego – rozpoczął się konflikt zbrojny między Jemenem Północnym i Jemenem Południowym.
- 25 lutego – rozpoczęła się załogowa misja statku Sojuz 32 na stację orbitalną Salut 6.
- 26 lutego:
  - otwarto Port lotniczy Tajpej-Taiwan Taoyuan (do 2006 im. Czang Kaj-szeka).
  - całkowite zaćmienie Słońca widoczne w USA i Kanadzie.
- 1 marca – w Hiszpanii odbyły się wybory parlamentarne.
- 2 marca – Abd al-Ati al-Ubajdi został sekretarzem generalnym Powszechnego Kongresu Ludowego – prezydentem Libii.
- 4 marca:
  - papież Jan Paweł II wydał swoją pierwszą encyklikę Redemptor hominis.
  - odbyły się wybory do Rady Najwyższej ZSRR.
  - został odkryty Metis, jeden z księżyców Jowisza.
- 5 marca – sonda Voyager 1 minęła Jowisza w odległości 280 tys. km.
- 6 marca – papież Jan Paweł II rozpoczął pisanie swego testamentu.
- 8 marca – przedsiębiorstwo Philips zaprezentowało płytę kompaktową.
- 13 marca – doszło do komunistycznego przewrotu na Grenadzie.
- 14 marca:
  - premiera musicalu filmowego Hair.
  - w katastrofie jordańskiego Boeinga 727 w stolicy Kataru Dosze zginęło 45 osób.
- 15 marca – João Baptista de Oliveira Figueiredo został prezydentem Brazylii.
- 16 marca:
  - zakończyła się nierozstrzygnięta wojna chińsko-wietnamska.
  - premiera filmu Chiński syndrom.
- 17 marca – 86 spośród 106 osób na pokładzie zginęło w katastrofie samolotu Tu-104B pod Moskwą.
- 22 marca:
  - Maati Bouabid został premierem Maroka
  - w holenderskiej Hadze został zamordowany przez terrorystów z IRA brytyjski ambasador Richard Sykes.
- 25 marca – pierwszy w pełni funkcjonalny amerykański wahadłowiec Columbia został dostarczony do Centrum Kosmicznego im. Johna F. Kennedy’ego na Florydzie.
- 26 marca:
  - podpisanie izraelsko-egipskiego traktatu pokojowego, będącego rezultatem porozumień z Camp David.
  - w katastrofie wschodnioniemieckiego Iła-18D w stolicy Angoli Lusace zginęło wszystkich 10 osób na pokładzie.
- 27 marca – Hafizullah Amin został premierem Afganistanu.
- 28 marca – w amerykańskiej elektrowni atomowej Three Mile Island doszło do awarii reaktora.
- 31 marca:
  - ostatni żołnierze brytyjscy opuścili Maltę.
  - w Jerozolimie odbył się 24. Konkurs Piosenki Eurowizji.
- 1 kwietnia:
  - proklamowano republikę islamską w Iranie,
  - uruchomienie Nickelodeon w USA, wcześniej pod nazwą Pinwheel.
- 2 kwietnia – została wydana dyrektywa EWG o ochronie dziko żyjących ptaków.
- 3 kwietnia – Wilfried Martens został premierem Belgii.
- 4 kwietnia – został stracony były prezydent Pakistanu Zulfikar Ali Bhutto.
- 6 kwietnia – terroryści z OWP zdetonowali bombę na przystanku w Jerozolimie. Rannych zostało 13 osób.
- 7 kwietnia – zwodowano atomowy okręt podwodny USS „Ohio”.
- 8 kwietnia – Edward Raczyński objął funkcję prezydenta Polski na uchodźstwie.
- 9 kwietnia – odbyła się 51. ceremonia wręczenia Oscarów.
- 10 kwietnia:
  - wojna ugandyjsko-tanzańska: upadła ugandyjska stolica – Kampala. Obalony prezydent Idi Amin uciekł do Libii.
  - palestyńscy terroryści zdetonowali bombę podłożoną na targowisku Carmel w Tel Awiwie. Zginęła 1 osoba, a 36 zostało rannych.
  - wystartował radziecki statek kosmiczny Sojuz 33, z pierwszym bułgarskim kosmonautą na pokładzie.
  - 42 osoby zginęły w wyniku przejścia tornada nad miastem Wichita Falls w Teksasie.
- 12 kwietnia – premiera filmu Mad Max.
- 13 kwietnia – Voyager 1 zakończył fazę obserwacji Jowisza.
- 15 kwietnia – w trzęsieniu ziemi z epicentrum w Czarnogórze zginęło 136 osób.
- 16 kwietnia – dwóch marynarzy zginęło u wybrzeży Bornholmu w pożarze, który doszczętnie zniszczył polski drobnicowiec MS „Reymont”.
- 17–19 kwietnia – stu środkowoafrykańskich licealistów biorących udział w protestach przeciw wprowadzeniu przez reżim Bokassy obowiązkowych uniformów szkolnych zostało zatrzymanych i zmasakrowanych.
- 23 kwietnia – w katastrofie samolotu Vickers Viscount 785D w Ekwadorze zginęło 57 osób.
- 24 kwietnia – utwór Georgia on My Mind w wykonaniu Raya Charlesa został ustanowiony piosenką stanową Georgii.
- 25 kwietnia – w macedońskiej Bitoli został założony Uniwersytet Świętego Klemensa z Ochrydy.
- 30 kwietnia – pierwszy izraelski statek handlowy przepłynął przez Kanał Sueski.
- 1 maja:
  - Jonathan Motzfeldt został pierwszym premierem Grenlandii.
  - proklamowano autonomiczną, stowarzyszoną z USA Republikę Wysp Marshalla.
- 3 maja:
  - opozycyjna Partia Konserwatywna z Margaret Thatcher na czele wygrała wybory parlamentarne w Wielkiej Brytanii.
  - premiera filmu Blaszany bębenek.
- 4 maja – Margaret Thatcher została pierwszą w historii Wielkiej Brytanii premierem kobietą.
- 5 maja – założono chilijski klub piłkarski CD Cobresal.
- 6 maja – w Los Angeles, Amerykanin Renaldo Nehemiah ustanowił rekord świata w biegu na 110 m ppł. wynikiem 13,00 s.
- 10 maja – utworzono Sfederowane Stany Mikronezji.
- 11 maja – Tosiwo Nakayama został pierwszym prezydentem Sfederowanych Stanów Mikronezji.
- 12 maja – rozpoczęto budowę metra w Nowosybirsku.
- 14 maja – terroryści z OWP zdetonowali bombę ukrytą w koszu na śmieci w izraelskiej Tyberiadzie. Zginęły 2 osoby, a 32 zostały ranne.
- 17 maja – w Luksemburgu zniesiono karę śmierci.
- 21 maja – w Leningradzie odbył się koncert Eltona Johna, pierwszy znanego zachodniego piosenkarza na terenie ZSRR.
- 23 maja – palestyńscy terroryści zdetonowali bombę podłożoną na przystanku autobusowym w izraelskim mieście Petach Tikwa. Zginęły 3 osoby, a 13 zostało rannych.
- 25 maja:
  - katastrofa lotu American Airlines 191: 271 osób na pokładzie i dwie na ziemi zginęły w Chicago, gdy samolot McDonnell Douglas DC-10 rozbił się krótko po starcie na polu kempingowym.
  - premiera filmu Obcy.
  - W Nowym Jorku zaginął bez śladu w drodze do szkoły 6-letni Etan Patz.
- 27 maja – otwarto granicę egipsko-izraelską.
- 28 maja – Grecja podpisała w Atenach traktat o akcesji do Wspólnot europejskich.
- 3 czerwca – w zatoce Campeche u wybrzeży Meksyku doszło do wycieku co najmniej 600 tys. ton ropy naftowej, spowodowanego wybuchem pod platformą Ixtoc 1.
- 4 czerwca:
  - Joe Clark został premierem Kanady.
  - prezydent RPA Balthazar Johannes Vorster ustąpił ze stanowiska w związku ze skandalem korupcyjnym.
  - prezydent Ghany gen. Frederick Akuffo został obalony w wojskowym zamachu stanu. Władzę w kraju przejął por. Jerry John Rawlings.
- 10 czerwca – reprezentantka NRD Marita Koch ustanowiła w Karl-Marx-Stadt (obecnie Chemnitz) były rekord świata i aktualny Europy w biegu na 200 metrów (21,71 s).
- 12 czerwca – skonstruowany przez amerykańskiego inżyniera Paula MacCready’ego i pilotowany przez kolarza Bryana Allena mięśniolot Gossamer Albatross jako pierwszy statek powietrzny napędzany siłą ludzkich mięśni przeleciał nad kanałem La Manche, zdobywając Nagrodę Kremera.
- 15 czerwca – premiera filmu Rocky II w reżyserii Sylvestra Stallone.
- 18 czerwca – w Wiedniu podpisano pomiędzy ZSRR i USA układ SALT II, ustalający limity ilościowe i jakościowe systemów broni strategicznej.
- 20 czerwca – Godfrey Binaisa został prezydentem Ugandy.
- 23 czerwca – w Bonn została przyjęta Konwencja o ochronie wędrownych gatunków dzikich zwierząt.
- 25 czerwca – w belgijskim mieście Mons zachodnioniemiecka Frakcja Czerwonej Armii (RAF) dokonała nieudanego zamachu bombowego na naczelnego dowódcę wojsk NATO w Europie, amerykańskiego generała Alexandra Haiga. W zamachu rannych zostało trzech jego ochroniarzy.
- 27 czerwca – zamach ETA na sanktuarium maryjne Torreciudad (Hiszpania).
- 1 lipca:
  - Irlandia objęła prezydencję w Radzie Unii Europejskiej
  - przedsiębiorstwo Sony wprowadziło na rynek walkmana.
- 5 lipca – w Oslo, Brytyjczyk Sebastian Coe ustanowił rekord świata w biegu na 800 m wynikiem 1.42,33 s.
- 8 lipca – została odkryta Adrastea, księżyc Jowisza.
- 9 lipca – sonda Voyager 2 minęła Jowisza.
- 11 lipca – resztki stacji kosmicznej Skylab spadły na Ziemię.
- 12 lipca:
  - Reinhold Messner zdobył szczyt K2 bez użycia butli tlenowej.
  - Kiribati uzyskało niepodległość od Wielkiej Brytanii.
- 16 lipca – Saddam Husajn został prezydentem Iraku.
- 17 lipca – dyktator Nikaragui Anastasio Somoza uciekł do Paragwaju.
- 19 lipca – sandiniści wkroczyli do Managui, stolicy Nikaragui.
- 3 sierpnia – Teodoro Obiang Nguema Mbasogo przejął w wyniku zamachu stanu władzę w Gwinei Równikowej.
- 4 sierpnia – Francesco Cossiga został premierem Włoch.
- 10 sierpnia – w Narwiku (Norwegia) odsłonięto pomnik Polskiego Żołnierza i Marynarza.
- 11 sierpnia – nad ukraińskim Dnieprodzierżyńskiem zderzyły się dwa Tu-134. Zginęło 178 osób.
- 12 sierpnia – w Indiach runęła zapora Morvi; zginęło od 1500 do 12 000 osób.
- 15 sierpnia:
  - premiera filmu Czas apokalipsy.
  - afgańska tajna policja dokonała masakry 300 Hazarów, podejrzanych o sprzyjanie mudżahedinom.
  - w Zurychu, Brytyjczyk Sebastian Coe ustanowił rekord świata w biegu na 1500 m wynikiem 3.32,1 s.
- 17 sierpnia – premiera filmu Żywot Briana.
- 27 sierpnia – Irlandzka Armia Republikańska przeprowadziła udany zamach na kuzyna królowej Elżbiety II lorda Mountbattena, ostatniego wicekróla Indii.
- 29 sierpnia – w Kirsanowie w centralnej Rosji rozbił się Tu-124; zginęły 63 osoby.
- 1 września – sonda Pioneer 11 przeleciała obok Saturna w odległości 20 900 km.
- 4 września – otwarto Instytut Polski w Paryżu.
- 12 września – w Meksyku, Włoch Pietro Mennea ustanowił rekord świata w biegu na 200 m wynikiem 19,72 s.
- 13 września – bantustan Venda uzyskał niepodległość; powrócił do RPA w 1994 roku.
- 14 września – został obalony i zamordowany prezydent Afganistanu Nur Mohammad Taraki; nowym prezydentem został Hafizullah Amin.
- 18 września – Saint Lucia zostało członkiem ONZ.
- 19 września – w Bernie została podpisana Konwencja o ochronie gatunków dzikiej flory i fauny europejskiej oraz ich siedlisk.
- 20 września – w Republice Środkowoafrykańskiej, przy wsparciu komandosów francuskich, obalono samozwańczego cesarza Bokassę I.
- 22 września – amerykański satelita szpiegowski zaobserwował nad Oceanem Indyjskim rozbłysk pochodzący prawdopodobnie z tajnego próbnego wybuchu jądrowego, przeprowadzonego przez Izrael lub RPA.
- 24 września – w USA uruchomiono serwis CompuServe.
- 29 września:
  - Jan Paweł II rozpoczął swą pielgrzymkę do Irlandii jako pierwszy papież odwiedził Zieloną Wyspę.
  - został rozstrzelany obalony w sierpniu dyktator Gwinei Równikowej Francisco Macías Nguema.
- 2 października – papież Jan Paweł II wygłosił przemówienie na forum ONZ.
- 6 października – Jan Paweł II jako pierwszy papież został przyjęty w Białym Domu, spotykając się z prezydentem Jimmy Carterem.
- 12 października – na północnym Pacyfiku odnotowano najniższe w historii ciśnienie atmosferyczne – 870 hPa.
- 15 października – prezydent Salwadoru Carlos Humberto Romero został obalony przez armię.
- 16 października – papież Jan Paweł II wydał w Rzymie swą pierwszą adhortację Catechesi tradendae.
- 24 października – Park Narodowy Everglades (Floryda) wpisano na listę światowego dziedzictwa UNESCO.
- 25 października – Kraj Basków uzyskał autonomię.
- 26 października – prezydent Korei Południowej Park Chung-hee został zastrzelony w czasie obiadu przez szefa południowokoreańskiego wywiadu Kim Jae-kyu.
- 27 października – Saint Vincent i Grenadyny uzyskały niepodległość (od Wielkiej Brytanii).
- Listopad – w USA przeprowadzono pierwszą transfuzję syntetycznej krwi.
- 2 listopada – pułkownik Alberto Natusch Busch przeprowadził zamach stanu w Boliwii.
- 3 listopada – w masakrze w Greensboro w Karolinie Północnej pięciu członków partii komunistycznej zostało zabitych przez zwolenników skrajnej prawicy.
- 4 listopada – rozpoczęła się okupacja ambasady amerykańskiej w Iranie.
- 5 listopada – Ruhollah Chomejni ogłosił, że Stany Zjednoczone są „wielkim Szatanem”.
- 12 listopada – prezydent Jimmy Carter wstrzymał import ropy naftowej z Iranu w związku z wydarzeniami w amerykańskiej ambasadzie w Teheranie.
- 13 listopada:
  - w wyniku zamachu przeprowadzonego przez palestyńskich terrorystów został ranny izraelski ambasador w Portugalii Efraim Eldar, a jego ochroniarz zginął.
  - Hulk Hogan zadebiutował w wrestlingu.
- 16 listopada – otwarto pierwszą linię metra w Bukareszcie.
- 21 listopada – tłum demonstrantów spalił amerykańską ambasadę w Islamabadzie.
- 26 listopada – 156 osób zginęło w katastrofie pakistańskiego Boeinga 707 w Arabii Saudyjskiej.
- 28 listopada:
  - papież Jan Paweł II rozpoczął podróż apostolską do Turcji.
  - 257 osób zginęło, gdy należący do Air New Zealand McDonnell Douglas DC-10 uderzył w zbocze wulkanu Erebus na Antarktydzie.
- 30 listopada – premiera płyty The Wall zespołu Pink Floyd.
- 2 grudnia – w Iranie przeprowadzono referendum w wyniku którego władzę absolutną w kraju przejął ajatollah Chomejni.
- 4 grudnia – siły bezpieczeństwa przeprowadziły szturm na okupowany od 2 tygodni przez rebeliantów Święty Meczet w Mekce. W czasie trwania całego kryzysu zginęło 255 pielgrzymów, napastników i funkcjonariuszy, a 560 osób zostało rannych. 9 stycznia następnego roku w 8 saudyjskich miastach na 63 pojmanych rebeliantach wykonano publicznie wyroki śmierci.
- 7 grudnia – w pobliżu miasta Rustenburg (RPA) oficjalnie otwarto kurort Sun City.
- 8 grudnia – Choi Kyu-ha został prezydentem Korei Południowej.
- 12 grudnia:
  - generał Chun Doo-hwan dokonał wojskowego zamachu stanu i przejął władzę w Korei Południowej.
  - Rodezja odzyskała niepodległość i zmieniła nazwę na Zimbabwe.
  - 259 osób zginęło w wyniku trzęsienia ziemi i wywołanego nim tsunami na wybrzeżu Pacyfiku w Kolumbii.
- 14 grudnia – ukazał się album London Calling grupy The Clash.
- 18 grudnia:
  - Zgromadzenie Ogólne ONZ uchwaliło Konwencję w Sprawie Likwidacji Wszelkich Form Dyskryminacji Kobiet (CEDAW).
  - została pokonana bariera dźwięku na lądzie; w Kalifornii Stanley Barrett jako pierwszy kierowca, pokonał barierę dźwięku, jadąc z prędkością 739,666 mil na godzinę.
- 20 grudnia – premiera filmu Cały ten zgiełk.
- 21 grudnia – podpisano porozumienie w Lancaster House w Londynie, które położyło kres wspólnym rządom czarnej większości i potomków białych kolonizatorów w Zimbabwe.
- 22 grudnia – Katalonia i Kraj Basków uzyskały autonomię.
- 24 grudnia – z kosmodromu Kourou w Gujanie Francuskiej wystrzelono pierwszą europejską rakietę nośną z rodziny rakiet Ariane: Ariane 1.
- 25 grudnia – rozpoczęła się radziecka interwencja w Afganistanie.
- 27 grudnia:
  - radziecka interwencja w Afganistanie: radzieckie oddziały specjalne opanowały pałac prezydencki w Kabulu (operacja „Sztorm-333”).
  - w Cortinie d’Ampezzo odbył się pierwszy w historii konkurs Pucharu Świata w skokach narciarskich.
- 31 grudnia – 48 zginęło, a około 50 zostało rannych w pożarze Opémiska Community Hall w Chapais w kanadyjskiej prowincji Quebec.

## Urodzili się
- 1 stycznia:
  - Vidya Balan, indyjska aktorka
  - Maciej Brzoska, polski aktor
  - Brody Dalle, australijska gitarzystka, wokalistka, członkini zespołu The Distillers
  - Gisela, hiszpańska piosenkarka
  - Mohamed Homos, egipski piłkarz
  - Sébastien Huberdeau, kanadyjski aktor
  - Adil Kaouch, marokański lekkoatleta, średniodystansowiec
  - Maroš Kováčik, słowacki trener koszykarski
  - Elias Ntaganda, rwandyjski piłkarz
  - Bahaeddine Rihan, sudański piłkarz, bramkarz
  - Salih Ali as-Samad, jemeński polityk (zm. 2018)
  - Wiaczesław Swiderski, ukraiński piłkarz
- 2 stycznia:
  - Mikołaj Bugajak, polski kompozytor, muzyk, producent muzyczny, inżynier dźwięku
  - Jonathan Greening, angielski piłkarz
  - Sławek Jaskułke, polski pianista jazzowy, kompozytor
  - Jauhienij Łaszankou, białoruski piłkarz
  - Çağla Şıkel, turecka aktorka, modelka
  - Karolina Zioło-Pużuk, polska humanistka, polityk
- 3 stycznia:
  - Dmytro Cyrul, ukraiński hokeista
  - Anolyn Lulu, vanuacka tenisistka stołowa
  - Yénier Márquez, kubański piłkarz
  - Bálint Pásztor, serbski prawnik, polityk narodowości węgierskiej
  - Lucas Severino, brazylijski piłkarz
  - Ewa Szabatin, polska tancerka
  - Rie Tanaka, japońska piosenkarka
  - Koit Toome, estoński piosenkarz, aktor musicalowy
  - Daniel Urbanowicz, polski piłkarz ręczny
  - Paulo Vilhena, brazylijski aktor
- 4 stycznia:
  - Mariusz Agnosiewicz, polski dziennikarz
  - Adrián Barbón, hiszpański polityk i samorządowiec, prezydent Asturii
  - Julie Ditty, amerykańska tenisistka (zm. 2021)
  - Damian Gorawski, polski piłkarz
  - Jeph Howard, amerykański basista, członek zespołu The Used
  - Kotomi Ishizaki, japońska curlerka
  - Kevin Kuske, niemiecki bobsleista
  - Piotr Lipiński, polski siatkarz
- 5 stycznia:
  - Giuseppe Gibilisco, włoski lekkoatleta, tyczkarz
  - David Kopp, niemiecki kolarz szosowy
  - Marcin Kwaśny, polski aktor
  - Heidi Neururer, austriacka snowboardzistka
  - Masami Tanaka, japońska pływaczka
  - Marta Wojtanowska, polska zapaśniczka
- 6 stycznia:
  - Robert Cvek, czeski szachista
  - Christian Gille, niemiecki kajakarz, kanadyjkarz
  - Juris Laizāns, łotewski piłkarz
  - Konrad Małecki, polski siatkarz (zm. 2017)
  - Kenny Moreno, kolumbijska siatkarka
- 7 stycznia:
  - Bipasha Basu, indyjska aktorka, modelka
  - Aloe Blacc, amerykański piosenkarz, raper, muzyk, autor tekstów, kompozytor, producent muzyczny pochodzenia panamskiego
  - Tomasz Garbowski, polski polityk, poseł na Sejm RP
  - Fabiola Zuluaga, kolumbijska tenisistka
- 8 stycznia:
  - David Civera, hiszpański piłkarz
  - Simon Colosimo, australijski piłkarz pochodzenia włoskiego
  - Przemysław Frasunkiewicz, polski koszykarz
  - Hanna Ljungberg, szwedzka piłkarka
  - Windell D. Middlebrooks, amerykański aktor
  - Adrian Mutu, rumuński piłkarz
  - Stipe Pletikosa, chorwacki piłkarz, bramkarz
  - Sarah Polley, kanadyjska aktorka
  - Seol Ki-hyeon, południowokoreański piłkarz
  - LaTonya Sims, amerykańska koszykarka
  - Agnieszka Wanżewicz, polska biathlonistka
  - Gabriel Zobo-Lebay, francuski siatkarz pochodzenia kongijskiego
- 9 stycznia:
  - Daniele Conti, włoski piłkarz
  - Verena Jooß, niemiecka kolarka torowa
  - Markus Larsson, szwedzki narciarz alpejski
  - Anna Odrowąż-Coates, polska badaczka w zakresie nauk społecznych, profesor
  - Atanasios Pritas, grecki piłkarz
  - Tacciana Puczak, białoruska tenisistka
  - Tomiko Van, japońska piosenkarka
  - Peter Žonta, słoweński skoczek narciarski
- 10 stycznia:
  - Edú, brazylijski piłkarz
  - Marcin Grzybowski, polski kajakarz
  - Matthew Le Nevez, australijski aktor
  - Jesús Mendoza, meksykański piłkarz
  - Francesca Piccinini, włoska siatkarka
  - Henrik Tallinder, szwedzki hokeista
- 11 stycznia:
  - Wyatt Allen, amerykański wioślarz
  - Darren Lynn Bousman, amerykański reżyser filmowy
  - Joana Cortez, brazylijska tenisistka
  - Tressor Moreno, kolumbijski piłkarz
  - Olga Żarkowa, rosyjska curlerka
- 12 stycznia:
  - Patrycja Bokiej, polska judoczka
  - Pola Dwurnik, polska malarka, rysowniczka, graficzka
  - Marián Hossa, słowacki hokeista
  - Andrius Jokšas, litewski piłkarz
  - Dariusz Joński, polski samorządowiec, polityk, poseł na Sejm RP
  - Gema Pascual, hiszpańska kolarka torowa i szosowa
  - Grzegorz Rasiak, polski piłkarz
  - Wasyl Teśmynecki, ukraiński zapaśnik
  - David Zabriskie, amerykański kolarz szosowy
- 13 stycznia:
  - Nilay Kartaltepe, turecka koszykarka
  - Jolanta Pierzchała, polska piłkarka ręczna, bramkarka
  - Dennis Siver, niemiecki zawodnik sportów walki
  - Mirosław Spiżak, polski piłkarz
  - Jill Wagner, amerykańska aktorka, modelka, osobowość telewizyjna
  - Yang Wei, chińska badmintonistka
- 14 stycznia:
  - Chris Albright, amerykański piłkarz
  - David Bermudo, hiszpański piłkarz
  - Joanna Drozdowska, polska modelka, fotomodelka, aktorka niezawodowa, zdobywczyni tytułu Miss Polonia
  - Karen Elson, brytyjska modelka, piosenkarka, gitarzystka, kompozytorka
  - Leif Frey, niemiecki skoczek narciarski
  - Aszraf al-Gharabili, egipski zapaśnik
  - Inoslav Krnić, chorwacki siatkarz
  - Robert Scarlett, jamajski piłkarz
  - James Scott, brytyjski aktor
  - Soprano, francuski raper
- 15 stycznia:
  - Anna Kazejak, polska reżyserka i scenarzystka filmowa
  - Michalis Morfis, cypryjski piłkarz, bramkarz
  - Michael Neumayer, niemiecki skoczek narciarski
  - Martin Petrow, bułgarski piłkarz
  - Paolo Quinteros, argentyńsko-włoski koszykarz
  - Anthony Šerić, chorwacki piłkarz
  - Young Dro, amerykański raper
  - Agnė Čiūdarienė, litewska koszykarka
- 16 stycznia – Aaliyah, amerykańska piosenkarka, modelka, aktorka (zm. 2001)
- 17 stycznia:
  - Sergiusz (Anicoj), ukraiński biskup prawosławny
  - David Blue, amerykański aktor
  - Ricardo Cabanas, szwajcarski piłkarz pochodzenia hiszpańskiego
  - Stefano Carozzo, włoski szpadzista
  - Ołeh Lisohor, ukraiński pływak
  - Takafumi Nishitani, japoński łyżwiarz szybki, specjalista short tracku
  - Ola Polakowa, ukraińska piosenkarka, aktorka, reżyserka, prezenterka telewizyjna
  - Samantha Reeves, amerykańska tenisistka
  - Raphael Schäfer, niemiecki piłkarz, bramkarz
  - Asbjørn Sennels, duński piłkarz
  - Bartłomiej Soroka, polski siatkarz
  - Masae Ueno, japońska judoczka
- 18 stycznia:
  - Jay Chou, tajwański aktor, muzyk
  - William Collum, szkocki sędzia piłkarski
  - Rusłan Fedotenko, ukraiński hokeista
  - Paulo Ferreira, portugalski piłkarz
  - Roberta Metsola, maltańska prawnik, polityk
  - Yonnhy Pérez, kolumbijski bokser
  - Leo Varadkar, irlandzki lekarz, polityk pochodzenia hinduskiego, premier Irlandii
- 19 stycznia:
  - Adriana Ángeles, meksykańska judoczka
  - Swietłana Chorkina, rosyjska gimnastyczka
  - Brian Gionta, amerykański hokeista
  - Sun Yingjie, chińska lekkoatletka, biegaczka długodystansowa
  - Anita Tørring, duńska lekkoatletka, tyczkarka
  - Wiley, brytyjski raper
- 20 stycznia – Hamza Alić, bośniacki lekkoatleta
- 21 stycznia – Brian O’Driscoll, irlandzki rugbysta
- 22 stycznia – Anna Szczepańska, polska brydżystka
- 24 stycznia – Aino-Kaisa Pekonen, fińska polityk
- 26 stycznia – Magdalena Szczytowicz, polska siatkarka
- 27 stycznia:
  - Rosamund Pike, brytyjska aktorka
  - Barbara Schwartz, austriacka tenisistka
- 30 stycznia:
  - Izabela Duda, polska piłkarka ręczna
  - Paulla, polska piosenkarka
  - Marcin Sypniewski, polski prawnik, polityk, europoseł
- 31 stycznia – Felix Sturm, niemiecki bokser pochodzenia bośniackiego
- 1 lutego
  - Rachelle Lefèvre, kanadyjska aktorka
  - Aino-Kaisa Saarinen, fińska biegaczka narciarska
- 5 lutego – Kelly Liggan, irlandzka tenisistka
- 6 lutego:
  - Helena Erbenová, czeska biegaczka narciarska
  - Szymon Ogłaza, polski polityk i samorządowiec, członek zarządu województwa opolskiego
  - Natalja Safronowa, rosyjska siatkarka
  - Alice Weidel, niemiecka aktorka
  - Almira Xhembulla, albańska lingwistka, polityk
- 7 lutego – Aleksander Mendyk, polski gitarzysta
- 8 lutego – Denisa Chládková, czeska tenisistka
- 9 lutego:
  - Mariusz Ciarka, polski oficer Policji
  - Ana Đokić, czarnogórska piłkarka ręczna
  - Anna Sobiecka, polska lekkoatletka, tyczkarka
  - Zhang Ziyi, chińska aktorka
- 10 lutego – Gabri, hiszpański piłkarz
- 12 lutego:
  - Anna Branny, polska aktorka
  - Monika Erlach, austriacka lekkoatletka, tyczkarka
  - Jesse Spencer, australijski aktor
- 13 lutego:
  - Marta Kleszczyńska, polska sztangistka
  - Mena Suvari, amerykańska aktorka
  - Anna Żemła-Krajewska, polska judoczka
- 14 lutego – Przemysław Krysztofiak, polski polityk, politolog, poseł na Sejm RP
- 15 lutego
  - Chantal Janzen, holenderska prezenterka telewizyjna
  - Gordon Shedden, szkocki kierowca wyścigowy
- 16 lutego:
  - Agnieszka Falasa, polska lekkoatletka, skoczkini wzwyż
  - Valentino Rossi, włoski motocyklista
- 17 lutego – Cara Black, zimbabwejska tenisistka
- 21 lutego:
  - Nathalie Dechy, francuska tenisistka
  - Jennifer Love Hewitt, amerykańska aktorka, piosenkarka
- 22 lutego – Agnieszka Maciejewska-Skrendo, polska biolog, genetyk molekularna, profesor
- 25 lutego – Karine Guerra de Souza, brazylijska siatkarka
- 26 lutego – John Buchholz, amerykański rugbysta
- 27 lutego
  - Karin Blaser, austriacka narciarka alpejska
  - Anna Vania Mello, włoska siatkarka
  - Alba Rohrwacher, włoska aktorka
- 28 lutego:
  - Ivo Karlović, chorwacki tenisista
  - Primož Peterka, słoweński skoczek narciarski
- 1 marca – Magüi Serna, hiszpańska tenisistka
- 2 marca:
  - Sonya Ahmed, egipska lekkoatletka, tyczkarka
  - Linda Méziani, algierska lekkoatletka, tyczkarka
- 3 marca – Aki Tonoike, japońska łyżwiarka szybka
- 6 marca:
  - Anna Celińska, polska lekkoatletka, biegaczka
  - Monika Kołodziejska, polska lekkoatletka, oszczepniczka
- 7 marca – Amanda Somerville, amerykańska piosenkarka, autorka tekstów, kompozytorka
- 8 marca:
  - Jessica Jaymes, amerykańska modelka i aktorka pornograficzna (zm. 2019)
  - Radosław Ostałkiewicz, polski ekonomista, samorządowiec, wójt gminy Jaworze
- 9 marca:
  - Karolina Binaś, polska lekkoatletka, skoczkini w dal
  - Maks Kraczkowski, polski polityk
- 10 marca – Natasha Mayers, lekkoatletka reprezentująca Saint Vincent i Grenadyny, sprinterka
- 11 marca:
  - Benji Madden, gitarzysta zespołu Good Charlotte
  - Joel Madden, wokalista zespołu Good Charlotte
- 12 marca:
  - Pete Doherty, wokalista i gitarzysta brytyjskiego zespołu Babyshambles
  - Mami Nakano, japońska lekkoatletka, tyczkarka
- 13 marca:
  - Arkadiusz Głowacki, polski piłkarz
  - Spanky G, amerykański muzyk, perkusista Bloodhound Gang
  - Yayoi Suzuki, japońska lekkoatletka, tyczkarka
- 14 marca:
  - Nicolas Anelka, francuski piłkarz
  - Anna Kwitniewska, polska gimnastyczka
  - Janne Ylijärvi, fiński skoczek narciarski
  - Santino Marella, wrestler kanadyjskiego pochodzenia
- 16 marca:
  - Adriana Fonseca, meksykańska aktorka
  - Piotr Kupicha, lider zespołu Feel
  - Leena Peisa, fińska muzyk, członkini zespołów: Lordi, Punaiset Messiaat(inne języki) i Dolchamar
  - Carolina Torres, chilijska lekkoatletka, tyczkarka
- 17 marca:
  - Stormy Daniels, amerykańska aktorka pornograficzna
  - Brendan Doran, amerykański skoczek narciarski
  - Brigitta Pöll, austriacka lekkoatletka, tyczkarka
- 18 marca – Adam Levine, lider amerykańskiego zespołu Maroon 5
- 19 marca – Marcin Markowicz, polski skrzypek i kompozytor
- 20 marca:
  - Freema Agyeman, brytyjska aktorka pochodzenia ghańsko-perskiego
  - Yann Bidonga, gaboński piłkarz, bramkarz
  - Bianca Lawson, amerykańska aktorka
  - Keven Mealamu, nowozelandzki rugbysta
  - Silvia Navarro, hiszpańska piłkarka ręczna, bramkarka
  - Jan Piński, polski dziennikarz, publicysta
  - Paweł Rańda, polski wioślarz
  - Francileudo dos Santos, tunezyjski piłkarz pochodzenia brazylijskiego
- 22 marca – Nikki Teasley, amerykańska koszykarka
- 23 marca:
  - Lawrence Adjei, ghański piłkarz
  - Natalja Baranowska, białoruska pływaczka
  - Sérgio Batata, brazylijski piłkarz
  - Mark Buehrle, amerykański baseballista
  - Tayyiba Haneef-Park, amerykańska siatkarka
  - Misty Hyman, amerykańska pływaczka
  - Paweł Maciąg, polski duchowny katolicki, prozaik, poeta, malarz, historyk sztuki
  - Ľubomír Meszároš, słowacki piłkarz
  - Vijay Yesudas, indyjski piosenkarz
- 24 marca:
  - Anna Gawrońska, polska piłkarka
  - Jostein Hasselgård, norweski piosenkarz, reprezentant Norwegii podczas 48. Konkursu Piosenki Eurowizji
  - Paweł Storożyński, polski koszykarz, muzyk, posiadający także francuskie obywatelstwo
- 26 marca:
  - Sergio Pagni, włoski łucznik
  - Niklas Persson, szwedzki hokeista
  - Gabriel Pozzo, argentyński kierowca rajdowy
  - Laila Traby, marokańsko-francuska lekkoatletka, biegaczka długodystansowa
  - Hiromi Uehara, japońska kompozytorka i pianistka jazzowa
  - Pierre Womé, kameruński piłkarz
  - Yu Shaoteng, chiński szachista
- 27 marca – Dominik Tarczyński, polski polityk, działacz katolicki i publicysta, poseł na Sejm VIII kadencji
- 29 marca:
  - Anna Grycewicz, polska aktorka
  - Karolina Rakieć, polska lekkoatletka, biegaczka długodystansowa
- 30 marca:
  - Daniel Arenas, kolumbijski aktor
  - Stéphane Grichting, szwajcarski piłkarz
  - Laura Huhtasaari, fińska polityk, eurodeputowana
  - Norah Jones, amerykańska piosenkarka
  - Giennadij Łalijew, kazachski zapaśnik
  - Anatolij Tymoszczuk, ukraiński piłkarz
  - Simon Webbe, brytyjski piosenkarz
- 31 marca:
  - Omri Afek, izraelski piłkarz
  - Tomasz Bajer, polski aktor niezawodowy
  - Jonna Mendes, amerykańska narciarka alpejska
- 1 kwietnia:
  - Ruth Beitia, hiszpańska lekkoatletka, skoczkini wzwyż
  - Elizabeth Gutiérrez, meksykańsko-amerykańska aktorka
  - Ewa Kasprów, polska siatkarka
- 2 kwietnia – Cho Yoon-jeong, południowokoreańska tenisistka
- 4 kwietnia:
  - Heath Ledger, australijski aktor (zm. 2008)
  - Natasha Lyonne, amerykańska aktorka pochodzenia żydowskiego
  - Jessica Napier, nowozelandzka aktorka
  - Aleksandra Pielużek, polska lekkoatletka, sprinterka i płotkarka
- 8 kwietnia:
  - Emma Balfour, australijska modelka
  - Kati Piri, holenderska działaczka organizacji pozarządowych, polityk pochodzenia węgierskiego
  - Marzena Sowa, polska scenarzystka komiksowa
- 9 kwietnia:
  - Angela Cardoso, angolska koszykarka
  - Adriana Dadci, polska judoczka
  - Katsuni, francuska aktorka pornograficzna
- 10 kwietnia:
  - Iván Alonso, urugwajski piłkarz
  - Shemekia Copeland(inne języki), amerykańska piosenkarka
  - Rachel Corrie, amerykańska aktywistka pokojowa (zm. 2003)
  - Sophie Ellis-Bextor, brytyjska piosenkarka
  - Peter Kopteff, fiński piłkarz
  - Zoltán Kővágó, węgierski lekkoatleta, dyskobol
  - Ján Lašák, słowacki hokeista, bramkarz, trener
  - Florent Marcellesi, francuski ekolog, polityk, eurodeputowany
  - Krzysztof Paszyk, polski prawnik, samorządowiec, polityk, poseł na Sejm RP
  - Jelena Podkaminska, rosyjska aktorka
  - Roger Risholt, norweski piłkarz
- 11 kwietnia:
  - Haley Cope, amerykańska pływaczka
  - Stanisław Tyszka, polski prawnik i polityk, wicemarszałek Sejmu RP
- 12 kwietnia:
  - Czesław Mozil, polski piosenkarz, kompozytor
  - Claire Danes, amerykańska aktorka
  - Jennifer Morrison, amerykańska aktorka
- 13 kwietnia:
  - Greta Arn, węgierska tenisistka
  - Meghann Shaughnessy, amerykańska tenisistka
  - Wojciech Solarz, polski aktor
- 14 kwietnia:
  - Rico Parpan, szwajcarski skoczek narciarski
  - Kerem Tunçeri, turecki koszykarz
- 15 kwietnia – Agnieszka Marucha, polska skrzypaczka
- 16 kwietnia
  - Ała Cuper, ukraińska i białoruska narciarka dowolna
  - Joanna Skowroń, polska kajakarka
- 17 kwietnia – Marija Šestak, serbsko-słoweńska lekkoatletka, trójskoczkini
- 19 kwietnia:
  - Kate Hudson, amerykańska aktorka
  - Abby Larson, amerykańska biegaczka narciarska
  - Tomasz Tłuczyński, polski piłkarz ręczny, reprezentant Polski
- 20 kwietnia:
  - Jussi Hautamäki, fiński skoczek narciarski
  - Beth Iskiw, kanadyjska curlerka
  - Ludovic Magnin, szwajcarski piłkarz
  - Jakub Novotný, czeski siatkarz
  - Tatjana Połnowa, rosyjska lekkoatletka, tyczkarka
- 21 kwietnia:
  - Artur Gierada, polski polityk, samorządowiec, od 2007 poseł na Sejm VI, VII i VIII kadencji
  - James McAvoy, brytyjski aktor
- 22 kwietnia:
  - Artur Chamski, polski aktor, wokalista
  - John Gadret, francuski kolarz szosowy
  - Kristie Moore, kanadyjska curlerka
  - Mariusz Węgrzyk, polski żużlowiec
- 23 kwietnia:
  - Chris Burgess, amerykański koszykarz, trener
  - Barry Hawkins, snookerzysta angielski
  - Jaime King, amerykańska aktorka, modelka
  - Joanna Krupa, polska modelka
  - Ewa Matyjaszek-Matela, polska siatkarka
  - Zhou Suhong, chińska siatkarka
  - Bjørn Tore Taranger, norweski lekkoatleta
  - Lauri Ylönen, wokalista fińskiego zespołu The Rasmus
- 25 kwietnia:
  - Khalid El-Amin, amerykański koszykarz
  - Andreas Küttel, szwajcarski skoczek narciarski, mistrz świata
  - Lee Richardson, angielski żużlowiec (zm. 2012)
- 26 kwietnia – Andreas Lang, niemiecki curler
- 27 kwietnia:
  - Marta Najfeld, polska szybowniczka
  - Chiara Negrini, włoska siatkarka
- 29 kwietnia – Zsolt Lőw, węgierski piłkarz
- 30 kwietnia – Julija Szełuchina, ukraińska siatkarka
- 1 maja:
  - Pauli Rantasalmi, gitarzysta fińskiego zespołu The Rasmus
  - Bartłomiej Stawiarski, polski historyk, polityk, poseł na Sejm RP, burmistrz Namysłowa
  - Adil Hliouat, marokański piłkarz
- 3 maja
  - Anna R. Burzyńska, polska doktor nauk humanistycznych
  - Huang Wan-ju, tajwańska lekkoatletka, tyczkarka
- 4 maja – Marie Poissonnier, francuska lekkoatletka, tyczkarka
- 6 maja – Ratko Varda, bośniacki koszykarz
- 8 maja – Allison Beckford, jamajska lekkoatletka, sprinterka i płotkarka
- 9 maja:
  - Pierre Bouvier, kanadyjski wokalista zespołu Simple Plan
  - Rosario Dawson, amerykańska aktorka
  - Dawid Kostempski, polski polityk, samorządowiec, prezydent Świętochłowic
- 11 maja
  - Laphonza Butler, amerykańska polityk, senator
  - Maciej Małyga, polski duchowny katolicki, biskup pomocniczy wrocławski
- 12 maja – Joaquim Rodríguez, hiszpański kolarz szosowy
- 13 maja – Lauren Phoenix, kanadyjska aktorka pornograficzna
- 14 maja:
  - Edwige Lawson-Wade, francuska koszykarka
  - Bleona Qereti, albańska piosenkarka, aktorka, modelka
- 15 maja – Naroa Agirre, hiszpańska lekkoatletka, tyczkarka
- 16 maja:
  - Angelika Bachmann, niemiecka tenisistka
  - Matthias Kessler, niemiecki kolarz
  - McKenzie Lee, brytyjska aktorka pornograficzna
- 19 maja:
  - Mindaugas Lukauskis, litewski koszykarz
  - Andrea Pirlo, włoski piłkarz, mistrz świata Germany 2006 z reprezentacją Włoch
  - Diego Forlán, urugwajski piłkarz
- 20 maja – Dalia Blimke-Dereń, polska szachistka
- 21 maja – Jesse Capelli, kanadyjska aktorka pornograficzna
- 23 maja:
  - Vaida Pacauskienė, litewska koszykarka
  - Brooke Ballachey, amerykańska narciarka dowolna
  - Sawas Karipidis, grecki piłkarz ręczny
- 25 maja - Marek Wojciechowski, polski samorządowiec, wicemarszałek województwa lubelskiego
- 26 maja – Katarzyna Łaska, polska piosenkarka, aktorka
- 27 maja:
  - Anna Moskwa, polska polityk, podsekretarz stanu w Ministerstwie Gospodarki Morskiej i Żeglugi Śródlądowej
  - Monika Tyburska, polska kolarka szosowa i torowa
- 28 maja – Michał Piróg, polski tancerz, choreograf, prezenter i aktor
- 29 maja:
  - Ivanka Matić, serbska koszykarka
  - Arne Friedrich, niemiecki piłkarz
  - Janneke van Tienen, holenderska siatkarka
- 31 maja - Arkadiusz Fajok, polski sportowiec, samorządowiec i przedsiębiorca, prezydent Inowrocławia
- 1 czerwca – Yang Dong-geun, południowokoreański aktor
- 3 czerwca – Mikołaj Stroiński, polski kompozytor
- 4 czerwca:
  - Jarosław Bieniuk, polski piłkarz
  - Daniel Vickerman, południowoafrykański i australijski rugbysta
- 5 czerwca – Alison Cox, amerykańska wioślarka
- 7 czerwca:
  - Rosanna Ditton, australijska lekkoatletka, tyczkarka
  - Stanisław Filimonow, kazachski skoczek narciarski
  - Anna Torv, australijska aktorka
- 8 czerwca – İpek Şenoğlu, turecka tenisistka
- 9 czerwca – Émilie Loit, francuska tenisistka
- 11 czerwca:
  - Zamira Amirova, uzbecka lekkoatletka, sprinterka
  - Beata Grzesik, polska kajakarka
- 12 czerwca:
  - Anna Bogalij-Titowiec, rosyjska biathlonistka
  - Amandine Bourgeois, francuska piosenkarka
  - Robyn, właściwie Robin Miriam Carlsson, szwedzka piosenkarka
  - Alex Mumbrú, hiszpański koszykarz, trener
- 13 czerwca – Bernhard Metzler, austriacki skoczek narciarski
- 14 czerwca – Joanna Augustynowska, polska polityk, poseł na Sejm RP
- 15 czerwca – Małgorzata Wysocka, polska kolarka
- 16 czerwca:
  - Fabian Boll, niemiecki piłkarz
  - Dana DeArmond, amerykańska aktorka pornograficzna
  - Ari Hest, amerykański piosenkarz, kompozytor, autor tekstów
  - Eduard Iordănescu, rumuński piłkarz, trener
  - Emmanuel Moire, francuski piosenkarz, kompozytor, autor tekstów, aktor
  - Natalija Trafimawa, białoruska koszykarka
- 19 czerwca:
  - Pete Aguilar, amerykański polityk, kongresmen ze stanu Kalifornia
  - Kléberson, brazylijski piłkarz
- 20 czerwca – Mike Omer, izraelski pisarz
- 21 czerwca – Chris Pratt, amerykański aktor
- 22 czerwca – Sandra Klösel, niemiecka tenisistka
- 25 czerwca – Bogusław Sobczak, polski polityk, publicysta, poseł na Sejm RP
- 26 czerwca – Ryan Tedder, wokalista zespołu OneRepublic
- 27 czerwca:
  - Patricia Aranda, hiszpańska siatkarka
  - Agnieszka Cegielska, polska prezenterka telewizyjna
  - Peoria Koshiba, lekkoatletka z Palau, sprinterka
  - Scott Taylor, amerykański polityk, kongresmen ze stanu Wirginia
- 28 czerwca:
  - Felicia Day, amerykańska aktorka, piosenkarka, pisarka i streamerka
  - Radosław Parda, polski polityk, poseł na Sejm V kadencji
- 29 czerwca – Joanna Tofilska, polski historyk i muzealnik
- 30 czerwca – Lesław Żurek, polski aktor
- 1 lipca:
  - Patrik Baboumian, ormiańsko-niemiecki strongman
  - Forrest Griffin, amerykański zawodnik MMA
  - Xavier de Le Rue, francuski snowboardzista
  - Piotr (Moskalow), ukraiński biskup prawosławny
  - Krzysztof Niedźwiecki, polski gitarzysta, wokalista, kompozytor, producent muzyczny
  - Martin Písařík, czeski aktor
  - Júlio Silva, brazylijski tenisista
  - Lanelle Tanangada, salomońska nauczycielka i polityczka
- 2 lipca:
  - Roland Audenrieth, niemiecki skoczek narciarski
  - Michał Żurawski, polski aktor
- 4 lipca
  - Shiho Hisamatsu, japońska tenisistka
  - Mārtiņš Staķis, łotewski polityk, burmistrz Rygi
- 5 lipca:
  - Shane Filan, irlandzki piosenkarz, członek zespołu Westlife
  - Amélie Mauresmo, francuska tenisistka
- 6 lipca – Abdul Salis, brytyjski aktor
- 7 lipca:
  - Catalina Castaño, kolumbijska tenisistka
  - Adam Hamryszczak, polski polityk, podsekretarz stanu w Ministerstwie Inwestycji i Rozwoju
- 8 lipca – Aneta Heliniak, polska lekkoatletka, tyczkarka
- 10 lipca:
  - Aleksandra Dulkiewicz, polska samorządowiec, prezydent Gdańska
  - Lucjan Karasiewicz, polski polityk
  - Inga Kołodziej Gołaszewska, polska judoczka
  - Małgorzata Kukucz, polska snowboardzistka
- 11 lipca – Agnieszka Owczarczak, polska samorządowiec i przedsiębiorca
- 12 lipca:
  - Krystian Kinastowski, polski architekt, samorządowiec, prezydent Kalisza
  - Partena Nikoledu, grecka koszykarka
- 13 lipca:
  - Craig Bellamy, walijski piłkarz
  - Anna Byczek, polska judoczka
  - Janusz Wolański, polski piłkarz
- 15 lipca:
  - Laura Benanti, amerykańska aktorka
  - Magdalena Sroka, polska policjantka, polityk, posłanka na Sejm RP
- 16 lipca – Marcin Krzyżanowski, polski samorządowiec, wicemarszałek województwa dolnośląskiego
- 18 lipca – Nicola Renzi, polityk sanmaryński
- 20 lipca – Dominika Misterska-Zasowska, polska sztangistka
- 21 lipca:
  - Anna Adamczewska, polska juodczka
  - Dorota Kuczkowska, polska kajakarka
  - Andrij Woronin, ukraiński piłkarz
  - Tamika Catchings, amerykańska koszykarka
- 22 lipca:
  - Anna Bieleń-Żarska, polska tenisistka
  - Anastasija Kodirowa, rosyjska siatkarka
  - Iwona Niedźwiedź-Cecotka, polska piłkarka ręczna
- 24 lipca:
  - Riikka Lehtonen, fińska siatkarka
  - Stat Quo, właściwie Stanley Benton, amerykański raper
  - Anne-Gaëlle Sidot, francuska tenisistka
  - Edyta Witkowska, polska zapaśniczka
- 25 lipca:
  - Krzysztof Czeczot, polski aktor
  - Adam Mokrysz, polski przedsiębiorca
- 26 lipca
  - Agnieszka Przepiórska, polska aktorka
  - Yūko Sano, japońska siatkarka
- 27 lipca:
  - Eldo, właściwie Leszek Kaźmierczak, polski raper
  - Joanna Gołuńska, polska koszykarka
- 28 lipca – Alena Popczanka, białorusko-francuska pływaczka
- 29 lipca – Ronald Murray, amerykański koszykarz
- 30 lipca:
  - Carlos Arroyo, portorykański koszykarz
  - Lucas Babin, amerykański aktor, model
  - Hüseyin Koç, turecki siatkarz
  - Zdzisław Zaręba, polski hokeista, działacz sportowy
- 31 lipca – Mieczysław Kieca, polski samorządowiec, prezydent Wodzisławia Śląskiego
- 1 sierpnia – Ljudmila Nikojan, ormiańska tenisistka
- 2 sierpnia – Łukasz Żygadło, polski siatkarz
- 3 sierpnia:
  - JP Doyle, międzynarodowy sędzia rugby union
  - Evangeline Lilly, amerykańska aktorka
- 4 sierpnia – Magdalena Gwizdoń, polska biathlonistka
- 6 sierpnia – Agnieszka Oryńska-Lesicka, polska aktorka
- 7 sierpnia
  - Monika Giemzo, polska lekkoatletka, sprinterka
  - Aneta Heliniak, polska lekkoatletka, tyczkarka
  - Anna Oberc, polska aktorka
- 8 sierpnia:
  - Azumi Kawashima, japońska aktorka pornograficzna
  - Rashard Lewis, amerykański koszykarz
- 9 sierpnia – Anna Zaporożanowa, ukraińska tenisistka
- 10 sierpnia – Katarzyna Zioło, polska lekkoatletka, skoczkini w dal
- 11 sierpnia – Bartosz Kownacki, polski prawnik, polityk, poseł na Sejm RP
- 12 sierpnia – Austra Skujytė, litewska lekkoatletka, wieloboistka
- 13 sierpnia – Samantha Dodd, południowoafrykańska lekkoatletka, tyczkarka
- 14 sierpnia:
  - Séverine Beltrame, francuska tenisistka
  - Magdalena Kumorek, polska aktorka
  - Sayaka Murata, japońska pisarka
- 15 sierpnia – Mariusz Lewandowski, polski piłkarz
- 16 sierpnia – Bartłomiej Dorywalski, polski polityk, wicewojewoda świętokrzyski
- 17 sierpnia:
  - Arleta Meloch, polska lekkoatletka, biegaczka długodystansowa
  - Katarzyna Owczarek, polska strzelczyni sportowa
- 19 sierpnia:
  - João Correia, portugalski rugbysta
  - Ravuama Samo, fidżyjski rugbysta
  - Stefano Terrazzino, włoski tancerz
- 20 sierpnia:
  - Sarah Borwell, brytyjska tenisistka
  - Jamie Cullum, brytyjski jazzman
  - Mandy Leach, reprezentantka Zimbabwe w pływaniu
- 22 sierpnia
  - Jennifer Finnigan, kanadyjska aktorka
  - Szymon Kozłowski, polski astrofizyk
- 23 sierpnia:
  - Anna Ambrożuk, polska lekkoatletka, tyczkarka
  - Barbara Krzywda, polska judoczka
  - Bahijja Muhtasin, marokańska tenisistka
  - Dušan Oršula, słowacki skoczek narciarski
- 24 sierpnia:
  - Vahur Afanasjev, estoński pisarz i poeta (zm. 2021)
  - Anastasija Szwiedowa, białoruska lekkoatletka, tyczkarka
  - Michael Redd, amerykański koszykarz
  - Piotr Ślusarczyk, polski prawnik, polityk, poseł na Sejm RP
- 25 sierpnia:
  - Adina-Maria Hamdouchi, francuska szachistka, trenerka pochodzenia rumuńskiego
  - Deanna Nolan, amerykańska koszykarka, posiadająca także rosyjskie obywatelstwo
  - Krzysztof Śmiszek, polski polityk, prawnik, poseł na Sejm RP
- 26 sierpnia
  - Allison Robertson, amerykańska gitarzystka, członkini zespołu The Donnas
  - Magdalena Sadowska, polska siatkarka
- 28 sierpnia:
  - Magdalena Mroczkiewicz, polska florecistka
  - Ruth Riley, amerykańska koszykarka, komentatorka spotkań koszykarskich
- 29 sierpnia:
  - Peter Koštial, słowacki skoczek narciarski
  - Marta Lempart, polska działaczka społeczna i polityczna
  - Katarzyna Zielińska, polska aktorka
- 31 sierpnia – Karem da Silva, brazylijska lekkoatletyka, tyczkarka
- 3 września:
  - Krzysztof Cegielski, polski żużlowiec, wielokrotny reprezentant Polski
  - Tomo Miličević, gitarzysta amerykańskiego zespołu 30 Seconds to Mars
  - Sean Lampley, amerykański koszykarz
- 4 września – McKayla Matthews, amerykańska aktorka pornograficzna
- 5 września
  - Anna Góra-Klauzińska, polska artystka fotograf
  - Agata Malesińska, polska pisarka, scenarzystka
- 7 września:
  - Karolina Ciaszkiewicz-Lach, polska siatkarka
  - Katarzyna Wysocka, polska siatkarka
- 8 września – Pink, właściwie Alecia Moore, amerykańska piosenkarka
- 9 września:
  - Marcin Bosak, polski aktor
  - Paweł Hreniak, polski samorządowiec, polityk, wojewoda dolnośląski
- 10 września:
  - Anna Brodacka, polska siatkarka
  - Elżbieta Olszewska, polska piłkarka ręczna
  - Marcin Orzeszek, polski samorządowiec, burmistrz Ząbkowic Śląskich
- 11 września:
  - Javad Foroughi, irański strzelec sportowy
  - Krunoslav Lovrek, chorwacki piłkarz
  - Hana Horáková, czeska koszykarka
- 13 września – Ivan Miljković, serbski siatkarz, mistrz olimpijski z 2000 roku (z reprezentacją Jugosławii)
- 15 września:
  - Jarosław Gromadzki, polski informatyk, polityk, poseł na Sejm RP
  - Magdalena Grzywa, polska biathlonistka, prezenterka telewizyjna
  - Karamjeet Kaur, indyjska lekkoatletka, tyczkarka
- 16 września:
  - Małgorzata Górnicka, polska judoczka
  - Anna Gryszkówna, polska aktorka
  - Tomasz Sobieraj, polski prawnik, samorządowiec, wicemarszałek województwa zachodniopomorskiego
- 18 września – Alison Lohman, amerykańska aktorka
- 19 września:
  - Jillian Schwartz, amerykańska lekkoatletka, tyczkarka
  - Patrycja Szczepanowska, polska aktorka
- 20 września:
  - Alona Sid´ko, rosyjska biegaczka narciarska
  - Nina Vezjak, słoweńska lekkoatletka, tyczkarka
  - Marta Wawak, polska sztangistka
  - Jason Young, kanadyjski curler
- 22 września – Swin Cash, amerykańska koszykarka
- 23 września:
  - Ricky Davis, amerykański koszykarz
  - Agnieszka Porzezińska, polska dziennikarka, scenarzystka
  - Verania Willis, kostarykańska siatkarka
- 24 września – Katja Kassin, niemiecka aktorka pornograficzna
- 27 września – Agnieszka Szaj, polska judoczka
- 29 września – Fabrizio Pennisi, włoski piosenkarz, reprezentant Holandii podczas 49. Konkursu Piosenki Eurowizji
- 1 października:
  - Ludmiła Kołczanowa, rosyjska lekkoatletka, skoczkini w dal
  - Sławomir Mazurek, polski politolog, polityk, podsekretarz stanu w Ministerstwie Środowiska
  - Walewska Moreira de Oliveira, brazylijska siatkarka
- 2 października:
  - Balázs Borbély, słowacki piłkarz
  - Arta Dobroshi, albańska aktorka
  - Przemysław Drabek, polski polityk, samorządowiec, poseł na Sejm RP
- 3 października – Dennis Störl, niemiecki skoczek narciarski
- 3 października – Adam Jaskolka, niemiecki aktor, śpiewak barytonowy, reżyser
- 4 października:
  - Encarnación García Bonilla, hiszpańska siatkarka
  - Katarzyna Izydorek, polska lekkoatletka, płotkarka
  - Sandra Martinović, bośniacka tenisistka
- 5 października – Piotr Cugowski, wokalista grupy Bracia
- 6 października – Kamilla Baar-Kochańska, polska aktorka
- 8 października – Wilhelm Brenna, norweski skoczek narciarski
- 9 października – Tina Lipicer-Samec, słoweńska siatkarka
- 11 października – Żaneta Skowrońska, polska zawodniczka ujeżdżenia i skoków
- 12 października:
  - Paula Barila Bolopa, pływaczka z Gwinei Równikowej
  - Monika Dryl, polska aktorka
  - Przemysław Piasta, polski historyk, samorządowiec, wicemarszałek województwa Wielkopolskiego
- 15 października – Ľudmila Cervanová, słowacka tenisistka
- 16 października – Tomasz Cimoszewicz, polski polityk, poseł na Sejm RP
- 17 października:
  - Martin Mesík, słowacki skoczek narciarski
  - Kimi Räikkönen, fiński kierowca Formuły 1
  - Ján Zelenčík, słowacki skoczek narciarski
- 18 października – ʻAna Poʻuhila, lekkoatletka z Tonga, miotaczka
- 19 października:
  - Sachiko Sugiyama, japońska siatkarka
  - Julie Vigourt, francuska lekkoatletka, tyczkarka
- 23 października – Lynn Greer, amerykański koszykarz
- 24 października:
  - Ewelina Flinta, polska wokalistka
  - Marijonas Petravičius, litewski koszykarz
- 25 października:
  - Eddie Argos, brytyjski muzyk, pisarz, malarz i autor komiksów[1]
  - Karl-Heinz Dorner, austriacki skoczek narciarski
  - Marta Głuchowska, polska łyżwiarka figurowa
  - Gavin Williams, nowozelandzki rugbysta
- 27 października:
  - Ivica Iliev, serbski piłkarz
  - Tomasz Kamiński, polski polityk
  - Melanie Vallejo, australijska aktorka pochodzenia hiszpańsko-filipińsko-ukraińskiego
  - Sabina Waszut, polska pisarka
- 28 października:
  - Gao Shuying, chińska lekkoatletka, tyczkarka
  - Aki Hakala, perkusista fińskiego zespołu The Rasmus
- 29 października
  - Dominika Grodzicka, polska pięcioboistka nowoczesna
  - Marta Mendel, polska lekarz weterynarii, wykładowczyni akademicka
- 30 października:
  - Michał Dukowicz, polski koszykarz, trener
  - Xavier Espot Zamora, andorski polityk, premier Andory
- 31 października:
  - Małgorzata Jarosińska-Jedynak, polska urzędniczka, podsekretarz stanu w Ministerstwie Inwestycji i Rozwoju
  - Fatma Sipahioğlu, turecka siatkarka
- 1 listopada:
  - Krzysztof Ławrynowicz, litewski koszykarz, polskiego pochodzenia
  - Dariusz Ławrynowicz, litewski koszykarz, polskiego pochodzenia
- 2 listopada:
  - Lassi Huuskonen, fiński skoczek narciarski
  - Sławomir Worach, polski polityk, samorządowiec, poseł na Sejm RP
  - Tomasz Zdzikot, polski prawnik, polityk, sekretarz stanu w Ministerstwie Obrony Narodowej
- 4 listopada – Audrey Hollander, amerykańska aktorka pornograficzna
- 6 listopada – Gerli Padar, estońska piosenkarka, reprezentantka Estonii podczas 52. Konkursu Piosenki Eurowizji
- 7 listopada:
  - Otep Shamaya, amerykańska piosenkarka, autorka tekstów, poetka, malarka
  - Irina Sielutina, kazachska tenisistka
- 8 listopada:
  - Corinne Maîtrejean, francuska florecistka, trenerka
  - Dania Ramirez, dominikańsko-amerykańska aktorka
- 9 listopada – Patricia Thormann, niemiecka siatkarka
- 10 listopada – Maciej Gołębiowski, polski aktor
- 12 listopada:
  - Katalin Marosi, węgierska tenisistka
  - Agnieszka Skieterska, polska dziennikarka, urzędniczka i dyplomatka
  - Aldona Sobczyk, polska biathlonistka
  - Wojciech Zubowski, polski samorządowiec, polityk, poseł na Sejm RP
- 13 listopada:
  - Samantha Brincat, australijsko-maltańska koszykarka
  - Amber Halliday, australijska wioślarka
  - Joanna Mueller, polska poetka, literaturoznawczyni, krytyk literacki
  - Metta World Peace, amerykański koszykarz
- 14 listopada:
  - Olga Kurylenko, ukraińsko-francuska modelka, aktorka
  - Osleidys Menéndez, kubańska lekkoatletka, oszczepniczka
  - Diana Osorio, meksykańska aktorka
  - Hanna Szauczenka, białoruska siatkarka
- 15 listopada – Edna Kiplagat, kenijska lekkoatletka, biegaczka długodystansowa
- 16 listopada:
  - Milada Bergrová, czeska siatkarka
  - István Németh, węrierski koszykarz
- 18 listopada – Edyta Ropek, polska wspinaczka sportowa
- 19 listopada – Katherine Kelly, amerykańska aktorka
- 20 listopada:
  - Kateryna Burmistrowa, ukraińska zapaśniczka
  - Naide Gomes, portugalska lekkoatletka, wieloboistka
  - Julia Krynke, polska aktorka
  - Bojana Popović, czarnogórska piłkarka ręczna
- 21 listopada:
  - Chen Sa, chińska pianistka
  - Anastasija Kapaczinska, rosyjska lekkoatletka, sprinterka
  - Rozalia Mierzicka, polska aktorka, prezenterka telewizyjna
  - Marija Sidorowa, rosyjska piłkarka ręczna, bramkarka
  - Agnieszka Stanuch, polska kajakarka górska
- 22 listopada:
  - Agata Kielar-Długosz, polska flecistka
  - Leeanna Walsman, australijska aktorka
- 23 listopada:
  - Kelly Brook, brytyjska modelka, prezenterka telewizyjna, aktorka
  - Carmelita Jeter, amerykańska lekkoatletka, sprinterka
  - Anna Nowińska, polska okulistka
- 25 listopada:
  - Sandrine Bailly, francuska biathlonistka
  - Kamila Frątczak, polska siatkarka
  - Brooke Haven, amerykańska aktorka filmów porno
  - Joanna Kuligowska, polska siatkarka
- 27 listopada:
  - Hilary Hahn, amerykańska skrzypaczka
  - Eero Heinonen, gitarzysta fińskiego zespołu The Rasmus
- 28 listopada:
  - Chamillionaire, amerykański raper
  - Katarzyna Strączy, polska tenisistka
- 29 listopada:
  - Simon Amstell, brytyjski komik, prezenter telewizyjny, aktor, scenarzysta
  - Gabi Buzek, polska artystka sztuk wizualnych, malarka, fotografka
  - Game, amerykański raper
  - Michael Lamey, holenderski piłkarz
  - Abdoulaye Soulama, burkiński piłkarz, bramkarz (zm. 2017)
  - Arpad Šterbik, hiszpański piłkarz ręczny, bramkarz pochodzenia węgierskiego
- 30 listopada:
  - Nikolina Angełkowa, bułgarska prawnik, polityk
  - Chris Atkinson, australijski kierowca rajdowy
  - Yao Aziawonou, togijski piłkarz
  - Diego Klattenhoff, kanadyjski aktor
  - Saif Masawi, sudański piłkarz
  - Andrés Nocioni, argentyński koszykarz
  - Dale Stewart, południowoafrykański gitarzysta, basista, wokalista, członek zespołu Seether
  - Severn Suzuki, kanadyjska ekolog pochodzenia japońskiego
- 1 grudnia:
  - Ousmane Bangoura, gwinejski piłkarz
  - Stephanie Brown Trafton, amerykańska lekkoatletka, dyskobolka
  - Marian Csorich, polski hokeista
  - John Galliquio, peruwiański piłkarz
  - Norbert Madaras, węgierski piłkarz wodny
  - Ryan Malone, amerykański hokeista
  - Shinji Murai, japoński piłkarz
- 2 grudnia:
  - Səbinə Babayeva, azerska piosenkarka
  - Yvonne Catterfeld, niemiecka piosenkarka, aktorka
  - Angelina Hübner-Grün, niemiecka siatkarka
  - Paco Sedano, hiszpański futsalista, bramkarz
- 3 grudnia:
  - Rainbow Francks, kanadyjski aktor
  - Björn Goldschmidt, niemiecki kajakarz
  - Marcin Kaczmarek, polski piłkarz
  - Andre Mijatović, chorwacki piłkarz
  - Uwe Möhrle, niemiecki piłkarz
  - Marina Orioł, rosyjska aktorka
  - Sean Parker, amerykański przedsiębiorca
  - Konkona Sen Sharma, indyjska aktorka
  - Kjersti Annesdatter Skomsvold, norweska pisarka
- 4 grudnia – Adrian Zandberg, polski historyk, doktor nauk humanistycznych, nauczyciel akademicki, przedsiębiorca, polityk, poseł na Sejm RP
- 5 grudnia:
  - Nick Stahl, amerykański aktor
  - Andrzej Wójs, polski kajakarz górski
- 6 grudnia:
  - Tim Cahill, australijski piłkarz
  - Viorel Frunză, mołdawski piłkarz
  - Karolina Michalczuk, polska bokserka
  - Ajose Olusegun, nigeryjski bokser
  - Qin Xia, chińska lekkoatletka, tyczkarka
  - Alesia Turawa, białoruska lekkoatletka, biegaczka długodystansowa
  - Francisco Yeste, hiszpański piłkarz narodowości baskijskiej
  - Zeynal Zeynalov, azerski piłkarz
- 7 grudnia:
  - Maya Bamert, szwajcarska bobsleistka
  - Sara Bareilles, amerykańska wokalistka, kompozytorka, pianistka
  - Jennifer Carpenter, amerykańska aktorka
  - Lambros Chutos, grecki piłkarz
  - Dana Ellis, kanadyjska lekkoatletka, tyczkarka
  - Jimmy Engoulvent, francuski kolarz szosowy
  - Paulette Jordan, amerykańska polityk
  - Marián Kelemen, słowacki piłkarz, bramkarz
  - Thomas Paradiso, amerykański wioślarz
  - Vicente Sánchez, urugwajski piłkarz
  - Ronaldo Souza, brazylijski grappler, zawodnik MMA
  - Maksim Turow, rosyjski szachista
- 8 grudnia:
  - Rafał Ambrozik, polski samorządowiec, polityk, senator RP
  - Ałeksandar Bajewski, macedoński piłkarz
  - Katarzyna Baran, polska pięcioboistka nowoczesna
  - Vladimír Bednár, słowacki piłkarz
  - Kamini, francuski raper
  - Eddy Helmi Abdul Manan, malezyjski piłkarz
  - Anwar Siraj, etiopski piłkarz
  - Christian Wilhelmsson, szwedzki piłkarz
- 9 grudnia:
  - Nicolas Alnoudji, kameruński piłkarz, bramkarz
  - Olivia Lufkin, japońska piosenkarka pochodzenia amerykańskiego
  - Stephen McPhail, irlandzki piłkarz
  - Dejan Sitar, słoweński łucznik
  - Bryanne Stewart, australijska tenisistka
  - Aiko Uemura, japońska narciarka dowolna
- 10 grudnia:
  - Stawrula Prasa, grecka koszykarka
  - Tatjana Andrianowa, rosyjska lekkoatletka, biegaczka średniodystansowa
  - Adriano Ferreira Pinto, brazylijski piłkarz
  - Ildefons Lima, andorski piłkarz
  - Peter Podhradský, słowacki hokeista
- 11 grudnia:
  - Colleen Hoover, amerykańska pisarka
  - Markus Katzer, austriacki piłkarz
  - Paweł Olszewski, polski samorządowiec, polityk, poseł na Sejm RP
  - Rider Strong, amerykański aktor
- 12 grudnia:
  - Kris Lang, amerykański koszykarz
  - Natalja Rusakowa, rosyjska lekkoatletka, sprinterka i płotkarka
  - John Salmons, amerykański koszykarz
  - Gianluca Saraceni, włoski siatkarz
  - Razundara Tjikuzu, namibijski piłkarz
- 13 grudnia – Lauri Hakola, fiński skoczek narciarski
- 14 grudnia
  - Adelina Ismaili, albańska piosenkarka, modelka
  - Michael Owen, piłkarz angielski
- 15 grudnia – Adam Brody, amerykański aktor
- 16 grudnia:
  - 40 Glocc, amerykański raper, aktor
  - Valeria Beșe, rumuńska piłkarka ręczna
  - Nathalie Giannitrapani, włoska piosenkarka
  - Luke Harper, amerykański wrestler (zm. 2020)
  - Trevor Immelman, południowoafrykański golfista
  - Daniel Narcisse, francuski piłkarz ręczny
  - Sisilia Naisiga, fidżyjska judoczka
  - Fernando Peralta, argentyński szachista
  - Mihai Trăistariu, rumuński piosenkarz
- 17 grudnia:
  - Mohamed Benhamou, algierski piłkarz, bramkarz
  - Ryan Key, amerykański wokalista, gitarzysta, członek zespołu Yellowcard
  - Dmytro Pałamarczuk, ukraiński szachista
  - Antonio Rodríguez Martínez, hiszpański piłkarz, bramkarz
  - Sande Swaby, jamajska lekkoatletka, tyczkarka
  - Ołeksandr Zubariew, ukraiński łyżwiarz figurowy, trener
- 19 grudnia:
  - Tomasz Bobrowski, polski kulturysta
  - Jetzabel Del Valle, portorykańska siatkarka
  - Paola Andrea Rey, kolumbijska aktorka
- 20 grudnia:
  - David Forde, irlandzki piłkarz, bramkarz
  - Espen Johnsen, norweski piłkarz, bramkarz
  - Emilija Podrug, chorwacka koszykarka
  - Michael Rogers, australijski kolarz szosowy i torowy
  - Alicja Trzebunia, polska łyżwiarka szybka
  - Tomasz Żuchowski, polski inżynier, urzędnik państwowy, sekretarz stanu w Ministerstwie Infrastruktury
- 21 grudnia:
  - Daniel Brocklebank, brytyjski aktor
  - Juan Calatayud, hiszpański piłkarz, bramkarz
  - Wadzim Machnieu, białoruski kajakarz
  - Patrycja Markowska, polska piosenkarka, autorka tekstów
  - Bert Tischendorf, niemiecki aktor
- 22 grudnia:
  - Danielle Carruthers, amerykańska lekkoatletka, płotkarka
  - Naotake Hanyū, japoński piłkarz
  - Stojan Ignatow, północnomacedoński piłkarz
  - Jamie Langfield, szkocki piłkarz, bramkarz
  - Eleonora Lo Bianco, włoska siatkarka
  - Petra Majdič, słoweńska biegaczka narciarska
  - Liam Wilson, amerykański basista, kompozytor, członek zespołu The Dillinger Escape Plan
- 23 grudnia:
  - Jacqueline Bracamontes, meksykańska aktorka, modelka
  - Johan Franzén, szwedzki hokeista
  - Scott Gomez, amerykański hokeista pochodzenia meksykańsko-kolumbijskiego
  - Holly Madison, amerykańska modelka
  - Kenny Miller, szkocki piłkarz
  - Yukifumi Murakami, japoński lekkoatleta, oszczepnik
  - Szczepan Twardoch, polski pisarz, publicysta
- 24 grudnia:
  - Virginie Arnold, francuska łuczniczka sportowa
  - Toyin Augustus, nigeryjska lekkoatletka, płotkarka
  - Julio Díaz, meksykański bokser
  - Božo Kovačević, austriacki piłkarz pochodzenia serbskiego
  - Pang Qing, chińska łyżwiarka figurowa
  - Swietłana Pospiełowa, rosyjska lekkoatletka
  - Pichai Sayotha, tajski bokser
- 25 grudnia:
  - Jackline Barasa, kenijska siatkarka
  - Laurent Bonnart, francuski piłkarz
  - Robert Huff, brytyjski kierowca wyścigowy
  - Hyun Yong-min, południowokoreański piłkarz
  - Pancze Ḱumbew, macedoński piłkarz
  - Mari Mar Sánchez, hiszpańska lekkoatletka, tyczkarka
  - Olta Xhaçka, albańska polityk
- 26 grudnia – Dmitrij Wasiljew, rosyjski skoczek narciarski
- 28 grudnia:
  - James Blake, amerykański tenisista
  - Daniel Forfang, norweski skoczek narciarski
  - Senna Guemmour, niemiecka piosenkarka pochodzenia marokańskiego
  - André Holland, amerykański aktor
  - Meng Lili, chińska zapaśniczka
  - Noomi Rapace, szwedzka aktorka
- 29 grudnia:
  - Alfonso Bassave, hiszpański aktor, producent filmowy
  - Erling Enger, norweski skoczek narciarski, trener
  - Tricia Flores, belizeńska lekkoatletka, sprinterka i skoczkini w dal
  - Jakub Hlava, czeski skoczek narciarski
  - Michał Koterski, polski aktor, prezenter telewizyjny, satyryk
  - Diego Luna, meksykański aktor, reżyser i producent filmowy
  - Moe Oshikiri, japońska modelka
  - Marcin Sekściński, polski pedagog, samorządowiec, urzędnik, wicewojewoda podlaski
  - Mark Sinyangwe, zambijski piłkarz (zm. 2011)
  - Liesbet Vindevoghel, belgijska siatkarka
- 30 grudnia:
  - Flávio Amado, angolski piłkarz
  - Miłana Bachajewa, czeczeńska dziennikarka, pisarka
  - Tommy Clufetos, amerykański perkusista, członek zespołu Black Sabbath
  - Gloria Kemasuode, nigeryjska lekkoatletka, sprinterka
  - Tomasz Trela, polski samorządowiec, polityk, poseł na Sejm RP
  - Marisa Vieira, portugalska lekkoatletka, tyczkarka
  - Yelawolf, amerykański raper
- 31 grudnia:
  - Bob Bryar, amerykański perkusista, członek zespołu My Chemical Romance
  - Elaine Cassidy, irlandzka aktorka
  - Agnieszka Grochowska, polska aktorka
  - Josh Hawley, amerykański polityk, senator ze stanu Missouri
  - Jan Marek, czeski hokeista (zm. 2011)
  - Neca, portugalski piłkarz
  - Demetria Washington, amerykańska lekkoatletka, sprinterka
- data dzienna nieznana: 
  - Łukasz Gronowski, polski artysta
  - Aurore Martin, baskijska polityk

## Zdarzenia astronomiczne
- W tym roku Słońce osiągnęło lokalne maksimum aktywności.
- 26 lutego – całkowite zaćmienie Słońca
- 23 sierpnia – częściowe zaćmienie Słońca
- 6 września – zaćmienie Księżyca

## Nagrody Nobla
- z fizyki – Sheldon Lee Glashow, Abdus Salam, Steven Weinberg
- z chemii – Herbert Brown, Georg Wittig
- z medycyny – Allan McLeod Cormack, Godfrey Hounsfield
- z literatury – Odiseas Elitis
- nagroda pokojowa – Matka Teresa z Kalkuty
- z ekonomii – Theodore Schultz, Arthur Lewis

## Święta ruchome
- Tłusty czwartek: 22 lutego
- Ostatki: 27 lutego
- Popielec: 28 lutego
- Niedziela Palmowa: 8 kwietnia
- Pamiątka śmierci Jezusa Chrystusa: 11 kwietnia
- Wielki Czwartek: 12 kwietnia
- Wielki Piątek: 13 kwietnia
- Wielka Sobota: 14 kwietnia
- Wielkanoc: 15 kwietnia
- Poniedziałek Wielkanocny: 16 kwietnia
- Wniebowstąpienie Pańskie: 24 maja
- Zesłanie Ducha Świętego: 3 czerwca
- Boże Ciało: 14 czerwca